# Гонсіоровський Фелікс
Фелікс Вікентійович Гонсіоровський (пол. Feliks Gąsiorowski; 1815—1891) — польсько-російський архітектор, один з найзначніших архітекторів міста Одеси ІІ-й половини ХІХ століття.

## Біографія
Ф. Гонсіоровський народився 12 листопада 1815 року в м. Луцьк.
 Починав працювати у Варшаві[уточнити], освіту здобував у Франції, а далі 6 років навчався в Римі. У 1839 році спорудив у Варшаві готель «Англійський».
До Одеси Фелікс Гонсіоровський прибув на запрошення шляхтича Зенона Бжозовського для спорудження його будинку і далі продовжив працювати в місті.; З 1853 року служив архітектором Одеського піклувального комітету про тюрми, в 1858—1859 pр. перебував на посаді архітектора жіночого благодійного товариства. Як і Ф. Боффо був обраний гласним першої міської думи. З 1873 року працював штатним техніком господарсько-будівельного відділення при Розпорядчій думі, надалі— міській управі.
Перелік комісій, до яких у різні роки входив Гонсіоровський: 1874 — з огляду виконання в Одесі асфальтних робіт; 1880 — спорудження Міського театру, був членом журі багатьох архітектурних конкурсів.
Обирався до членів журі архітектурних конкурсів. Виконав у 1874—1875 pp. проект психіатричної лікарні, а у 1885 році проєкт та Інвалідного будинку, останній був дороблений О. Й. Бернардацці замість реалізації невдалого проєкту Юрія Дмитренка.
Разом з архітекторами Олександром Бернардацці та Юрієм Дмитренком брав участь у перегляді та удосконаленні проєкту Одеського міського театру, виконаного архітектурним бюро Ф. Фельнер і Г. Гельмер.
Один із засновників одеського відділення Імператорського російського технічного товариства.
У 1885—1887 роках архітектор спорудив перший будинок житлового комплексу Павліських дешевих квартир. Комплекс заселявся загалом дрібними чиновниками. Реалізація наступних будівель затягнулася і після смерті Гонсіоровського проектування та спорудження корпусів продовжив у 1890-х роках архітектор М. К. Толвінський.
У 1875 році Гонсіоровський мешкав у будинку Дуніна на вул. Жуковського, 23 (тоді № 21). Після спорудження в 1880 році будинку Є. Толстої на Сабанєєвому мосту Гонсіоровський відразу переїхав у нього і мешкав у будинку весь подальший час перебування у Одесі.
У 1890 році назавжди покинув Одесу за станом здоров'я і переїхав у Францію до свого сина, який працював там директором значного хімічного заводу.
15 квітня 1891 помер у містечку Обі.

## Проєкти

### Приватні споруди
- Готель «Англійський» у Варшаві, 1839 р.
- Споруда для Браницького у Подільській губернії[3];
- Споруда для Сабанського у Подільській губернії[3];
- Склад насіння Машевського, проект: 1850 р., будівництво: 1851 р., Приморська вул., 5[8];
- Палац Сабанського, проект: 1850 р., будівництво: 1851 р., Торгова вул. / Софіївська вул., 13[8] (не зберігся).
- Палац Бжозовського, 1851–1852 pp., вул. Гоголя, 2[8]. Пам'ятка архітектури № 169/1-Од[9];
- Стайні й господарчі служби Бржозовського, 1851–1852 pp., вул. Гоголя, 2[8]. Пам'ятка архітектури № 169/2-Од[9];
- Вїздна брама з вартівнею та металева огорожа Бжозовського, 1851–1852 pp., вул. Гоголя, 2[8]. Пам'ятка архітектури № 169/3-Од[9];
- Будинок Буяльської, 1852 р., Карантинна вул. / Поліцейська вул.[8];
- Будинок Ґрубера, 1868 р., Пушкінська вул., 25[10]. Пам'ятка архітектури № 702-Од[9];
- Будинок (Бурназо?) (спільно з Є. Б. Веєм), 1870 р., вул., Гоголя, 4. Щойно виявлена пам'ятка архітектури[9];
- Палац Рафаловича, 1870 р., Дерибасівська вул., 6 / Дерибасівська вул., 3 (пізніше перебудований). Пам'ятка архітектури № 687-Од[9];
- Будинок Маврокордато, 1870-і рр., Грецька вул., 20. Пам'ятка архітектури № 189-Од[9];
- Реконструкція будинку (Строганова), 1872 р., Приморський бульв., 2[10];
- Будинок Баржанського, 1873 р.[11], Рішельєвська вул., 11 / вул. Буніна, 18. Пам'ятка архітектури № 739/1-Од[9];
- Флігель Баржанського, ІІІ-я третина ХІХ ст., Рішельєвська вул., 11 / вул. Буніна, 18. Пам'ятка архітектури № 739/2-Од[9];
- Реконструкція будинку Маразлі (первісна споруда — 1826 р.), 1874 р., Приморський бульв., 1. Пам'ятка архітектури національного значення № 1458/1[9];
- Будинок І. Усачева, 1874 р., Пантелеймонівська вул., 64 / Пушкінська вул., 78[10]. Пам'ятка архітектури № 730-Од[9];
- Будинок Санца, 1875 р., Дерибасівська вул., 17 / Катеринінська вул. Пам'ятка архітектури № 229/2-Од[9];
- Будинок Мангубі, 1875 р., Дерибасівська вул., 23 / Красний пров.[9];
- Будинок Ельмана з готелем «Імперіал», 1875 р., Дерибасівська вул., 25[10] (розібраний);
- Особняк Новікова, 1876 р., Гаванна вул., 4. Пам'ятка архітектури № 43-Од[9];
- Будинок І. Дробінського, 1876 р., Катеринінська вул., 54 / Успенська вул., 79[10] (перебудований у 1892 р. Д. Є. Мазировим);
- Будинок Бєлліно-Фендеріх, 1876 р., Рішельєвська вул., 1 / Ланжеронівська вул.[10] (не зберігся);
- Будинок Рокко, 1876–1878 pp., Соборна пл., 2 / Садова вул.[8]. Пам'ятка архітектури № 783-Од[9];
- Будинок (Вальтуха?), 1878 р., вул., Гоголя, 6. Пам'ятка архітектури № 170-Од[9];
- Будинок Машевського, 1878 р., вул. Гоголя, 17[8][10]. Пам'ятка архітектури № 180-Од[9];
- Будинок М. Жунієн, 1878 р., Градоначальницька вул., 8[10];
- Будинок Переця, 1879 р., Дерибасівська вул., 5[10];
- Будинок Масса, 1870-і — 1880-і рр., вул. Гоголя, 16. Пам'ятка архітектури № 179-Од[9];
- Будинок Є. Толстої, 1880 p., вул. Гоголя, 19 / Сабанєєв міст. Пам'ятка архітектури № 182-Од[9];
- Дача Маразлі, 1880-і рр., Французький бульв., 85[9] (не збереглась);
- Будинок І. Кірвасі, 1881 p., вул. Новосельського, 61 / Дворянська вул., 32[10] (пізніше надбудований третім поверхом);
- Житловий будинок (Бальца), 1881 p., вул. Новосельського, 57. Пам'ятка архітектури № 540-Од[9];
- Будинок Переця, 1881 p., Дерибасівська вул., 5 / Пушкінська вул., 5. Пам'ятка архітектури № 689-Од[9];
- Флігелі І. Шеттлє, 1881 p., Ковальська вул., 14[10];
- Будинок Ф. Красовської, 1881 p., Ковальська вул., 27[10];
- Будинок Анатри, 1883 p., Пушкінська вул., 27. Щойно виявлена пам'ятка архітектури[9];
- Будинок Григор'єва, 1883 p., Ланжеронівська вул., 15[10];
- Будинок Ланга, 1883 р., Мала Арнаутська вул., 86[10] (не зберігся);
- Будинок Анатри, 1884 p., Пушкінська вул., 29 / Єврейська вул. Пам'ятка архітектури № 705-Од[9];
- Реконструкція будинку Вассала (первісна споруда — 1824—1826 р.), 1885 р., Приморський бульв., 4[10]. Пам'ятка архітектури національного значення № 1458/4[9];
- Будинок Павлівських дешевих квартир, 1885–1887 pp., Канатна вул., 81 / Італійський бульв.[8]. Пам'ятка архітектури № 95-Од[9];
- Будинок Ф. Докса, 1885–1886 рр. або проект Люікса 1887 р., Єврейська вул., 1[10]. Пам'ятка архітектури № 242-Од[9];
- Житловий будинок (Крапівіна), 1886 р., Коблевська вул., 40. Пам'ятка архітектури № 375/1-Од[9];
- Флігель Вучіни, 1887 р., Пушкінська вул., 19[10];
- Будинок М. Маврокордато, 1887 р., Рішельєвська вул., 12[10] (Перебудований у 1899 р. Ю. М. Дмитренко). Пам'ятка архітектури № 740-Од[9];
- 2-поверховий флігель М. Маврокордато, 1887–1890 pp., Рішельєвська вул., 12[8];
- Перебудова будинку Родоканакі (спільно з П. В. Йодко), 1888–1889 pp., Катеринінська вул., 7[10] (пізніше перебудований)
- Прибутковий будинок (Заблудовського), 1890 р., Середньофонтанська вул., 12[8];
- 4-поверховий на підвалі з мансардами прибутковий будинок і флігель Раллі, 1887–1890 рр., Рішельєвська вул., 5 / Дерібасівська вул., 9[8]. Пам'ятка архітектури № 736-Од[9];
- Будинок і флігелі Урусова, 1890 р., Канатна вул., 10 / Грецька вулиця[8]
- Перебудова будинку (Бенетато?), 1890 р., Катерининська вул., 4[8];
- Дача Кіч, 1889–1890 рр., Лідерсовський бульв., 13[10]. Пам'ятка архітектури № 52-Од[9];
- Перебудова будинку де Сан-Лоренцо (первісна споруда арх. Даллаква К. Й., 1845 р.), 1890 р., Дерибасівська вул., 1 / вул. Леха Качинського, 2[8]. Пам'ятка архітектури № 222-Од[9];
- Реконструкція будинку Новікова (первісна споруда арх. І. С. Козлов, 1844), 1891 р., вул. Буніна, 8 / вул. Юрія Олеші, 12[10]. Пам'ятка архітектури № 114-Од[9];

### Громадські споруди
- Римсько-католицька церква Внебовзяття Пресвятої Діви Марії (будівництво за участю Франца Моранді), 1849–1853 pp., Катерининська вул., 33. Пам'ятка архітектури № 330-Од[9];
- Прибудова корпусу до Благовіщенського сирітського будинку та прибудова дзвіниці до домової Благовіщенської церкви, 1856–1858 pp., вул. Мечнікова, 132[9];
- Нагляд за будівництвом Строганівського мосту (проект: К. Ф. Маєвський, 1840 р., початок спорудж. 1851 р.), 1862–1863 pp., Грецька вул/ / Польський узв. / Деволанівський узв.[8] (зберігся фрагмент опори). Щойно виявлена пам'ятка архітектури[9];
- Сходи з вул. Гоголя на Приморську вул., 1870 р.[10];
- Ремонт біржі, 1870 р., Думська пл., 1[8];
- Сходи з Торгової вул. на Приморську вул. (спільно з інж. М. У. Жунієном), 1871 р.[10];
- Олександрівський дитячий притулок, 1872–1873 рр., Разумовська вул., 3[10] (не зберігся);
- Реконструкція оборонних казарм № 2, 1873 p.[8] (не збереглись);
- Реконструкція оборонних казарм № 4, 1873 p.[8] (не збереглись);
- Реконструкція оборонних казарм № 5, 1873 p.[8] (не збереглись);
- Реконструкція оборонних казарм № 6, 1873 p.[8] (не збереглись);
- Реконструкція Сабанських казарм, 1873[8] або 1876[10] p., Канатна вул., 23;
- Реконструкція складів насіння у театр, 1873–1874 рр., Грецька вул., 48[10] (пізніше перебудований);
- Грецьке дівоче Родоканакієвське училище, 1874–1875 рр., Троїцька вул., 37а (перебудовано у 1896 р. О. Й. Бернардацці)[10];
- Реконструкція дзвіниці Троїцької грецької церкви, 1875 р., Катеринінська вул., 55[10];
- Комерційне училище, 1876–1877 рр., Преображенська вул., 8. Пам'ятка архітектури № 57-Од[9];
- Міський арештний будинок, 1876 р.[10] (місцезнаходження невідоме);
- Казарми Донського козачого полку (спільно з П. В. Апишковим), 1878 р., Разумовська вул., 37[10] (не збереглись);
- Будинок Міської публічної бібліотеки, 1883 р., Ланжеронівська вул., 4. Пам'ятка архітектури національного значення № 1461[9];
- Психіатрична лікарня М. Дрознеса, 1888 р., Середнефонтанська вул., 14[10] (не збереглась);

## Галерея

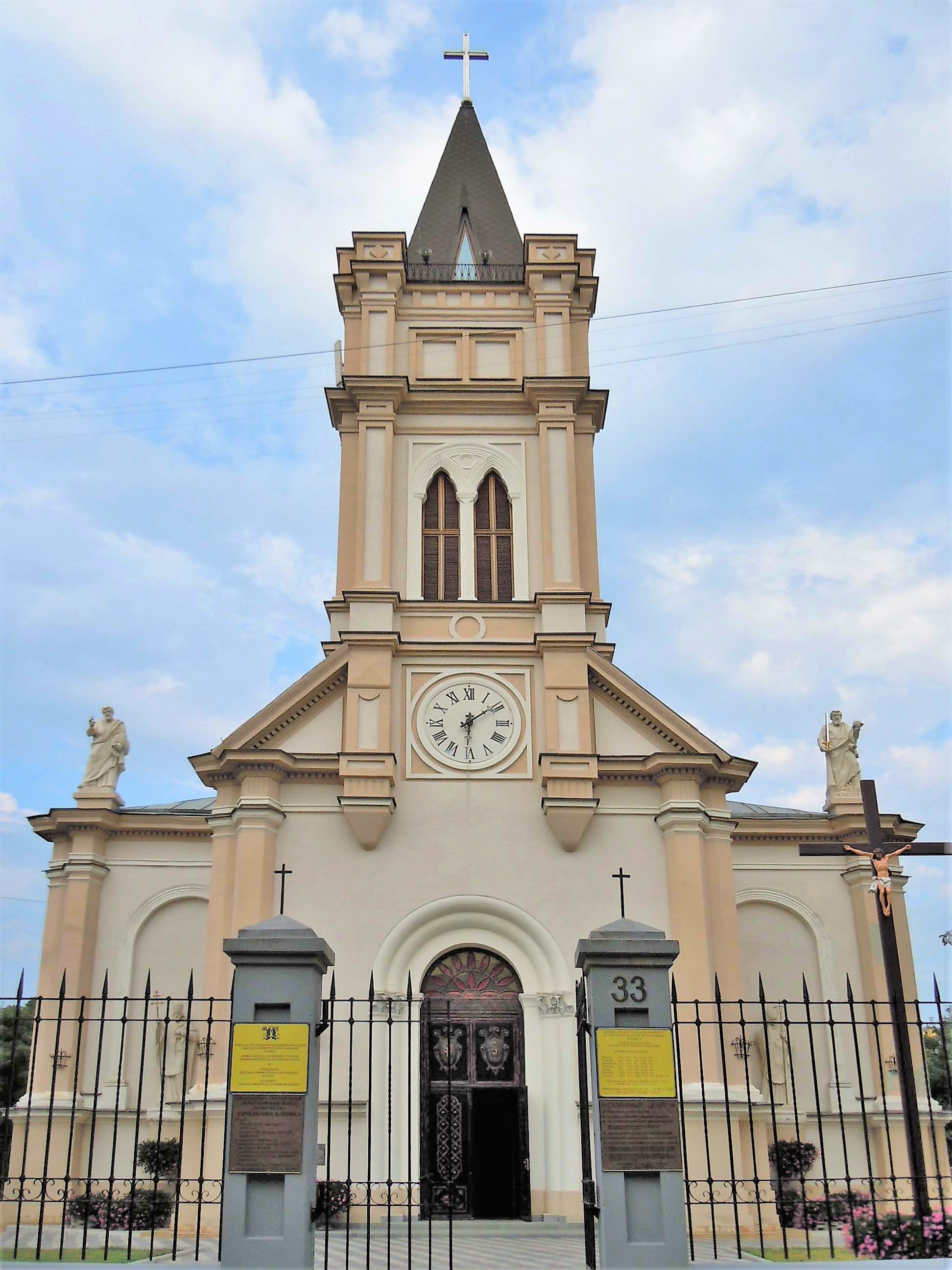
Римсько-католицька церква Внебовзяття Пресвятої Діви Марії, 1849-1853
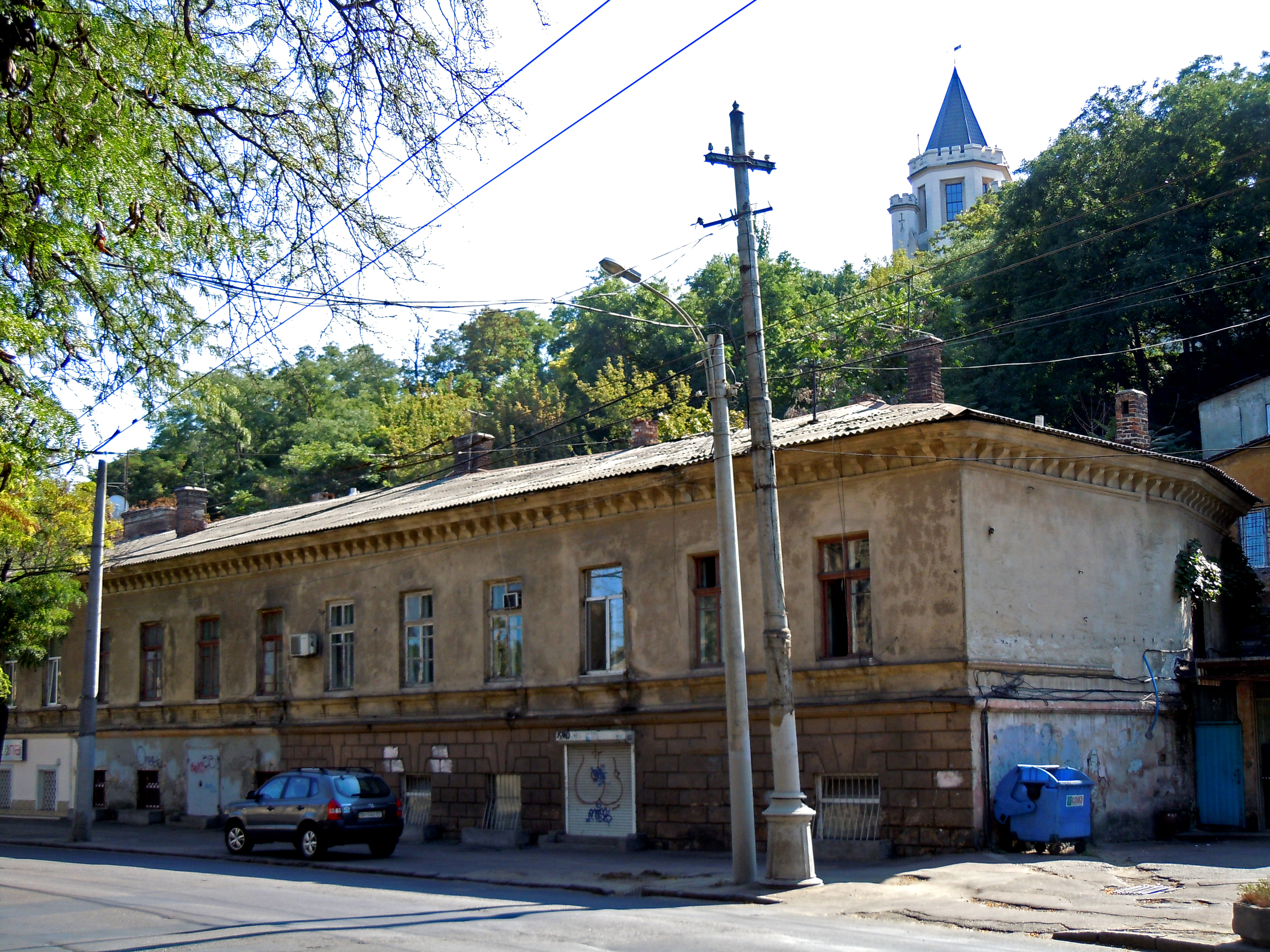
Склад насіння Машевського, пр.: 1850, буд.: 1851
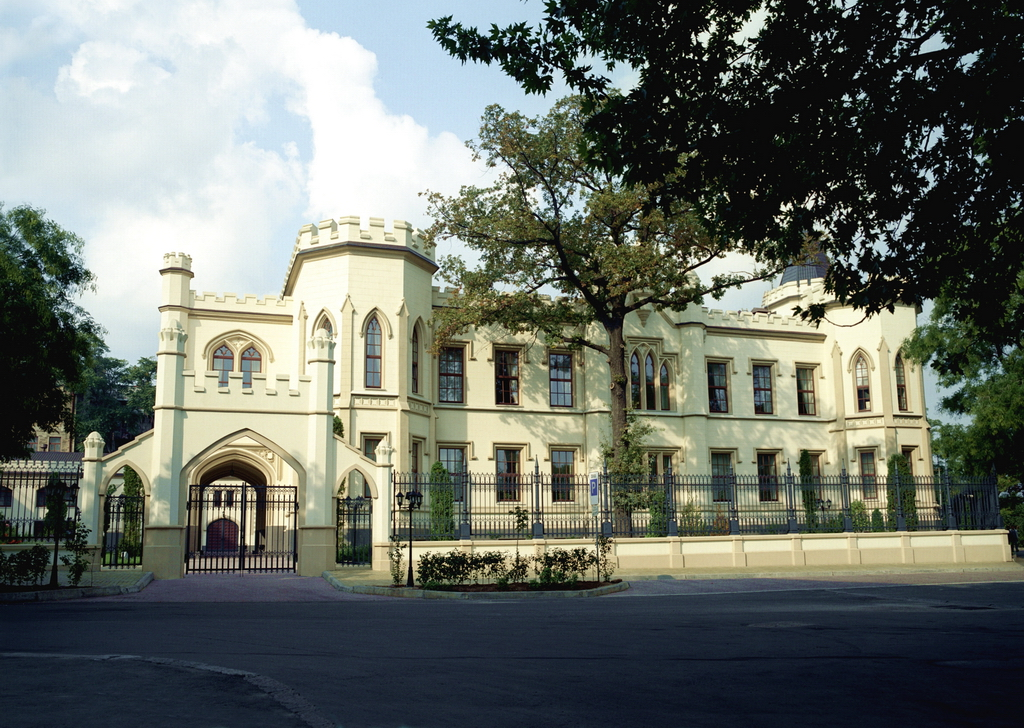
Палац Бжозовського, 1851 - 1852
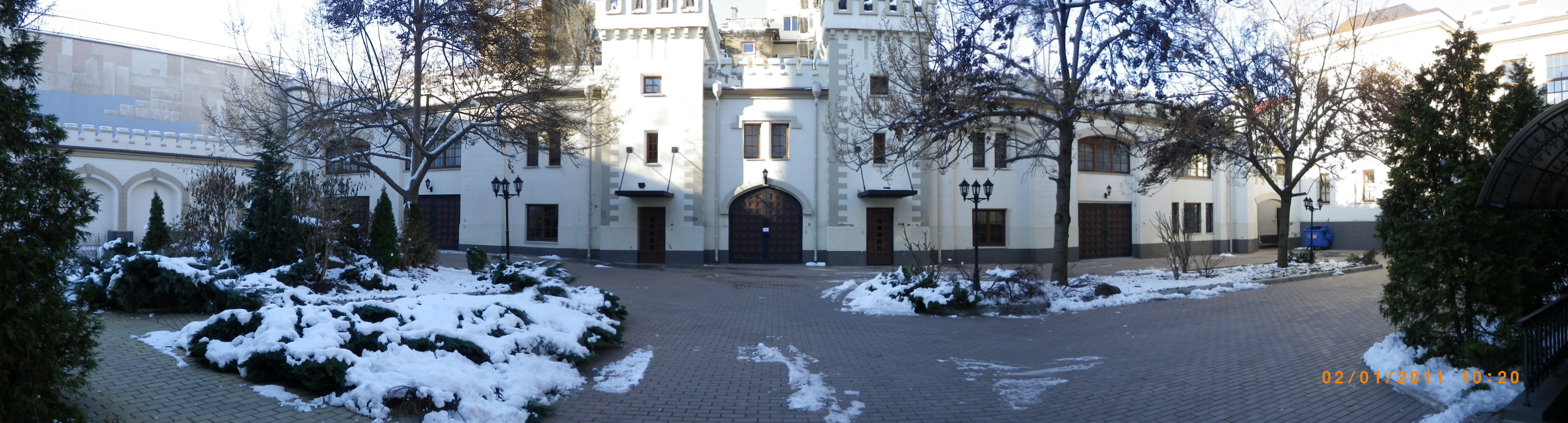
Стайні й господарчі служби Бжозовського, 1851 - 1852
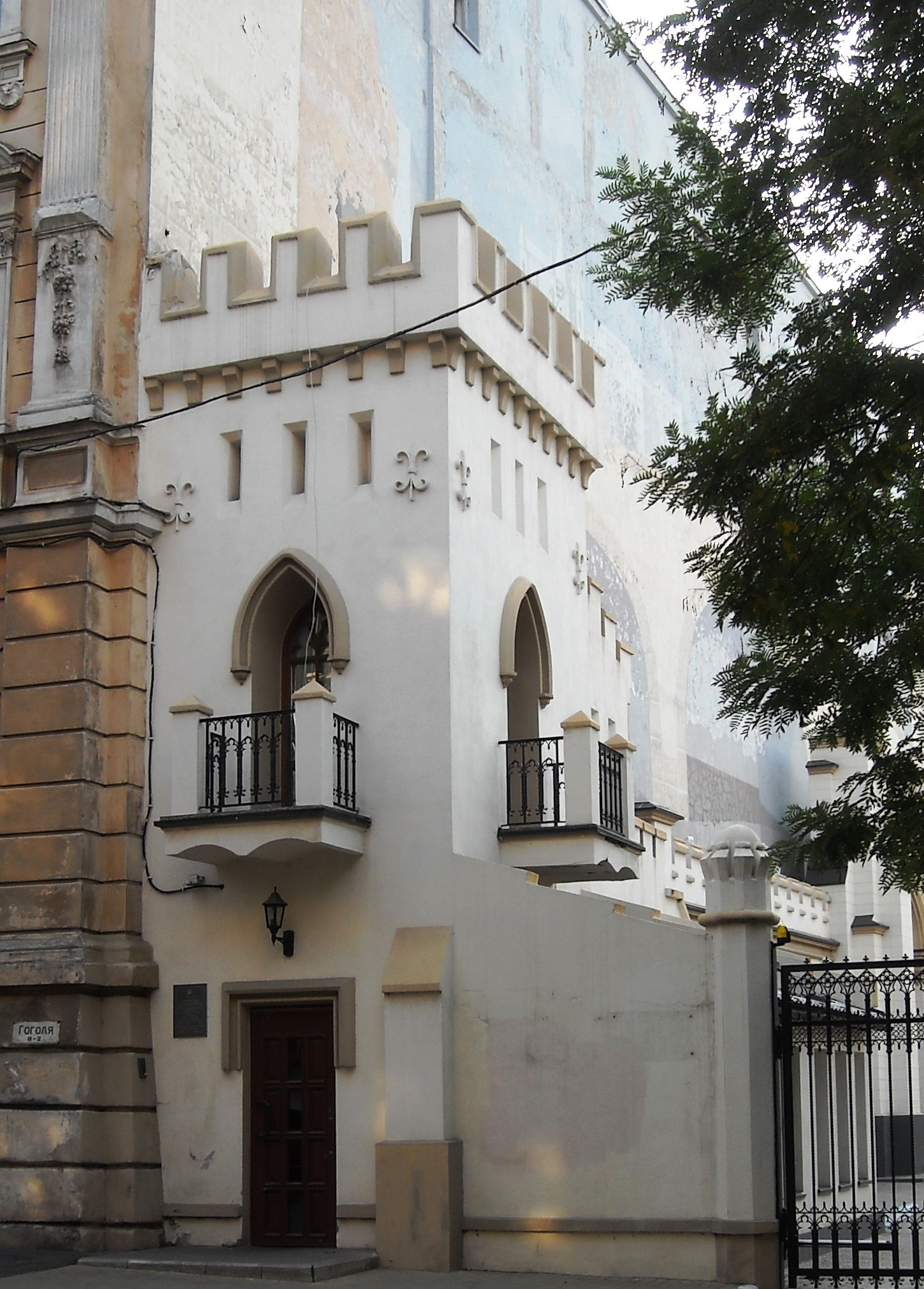
Вартівня, 1851 - 1852
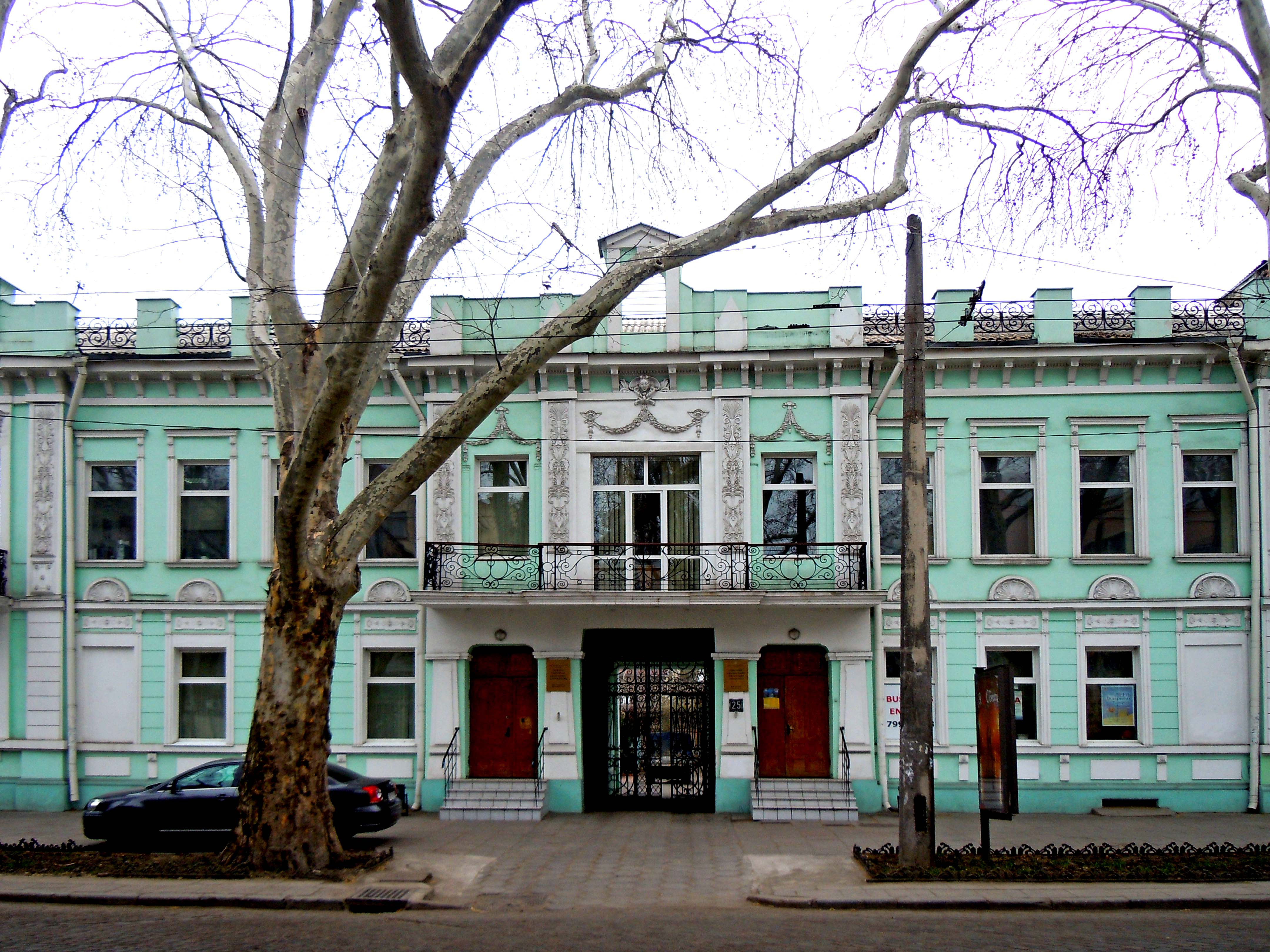
Будинок Ґрубера, 1868
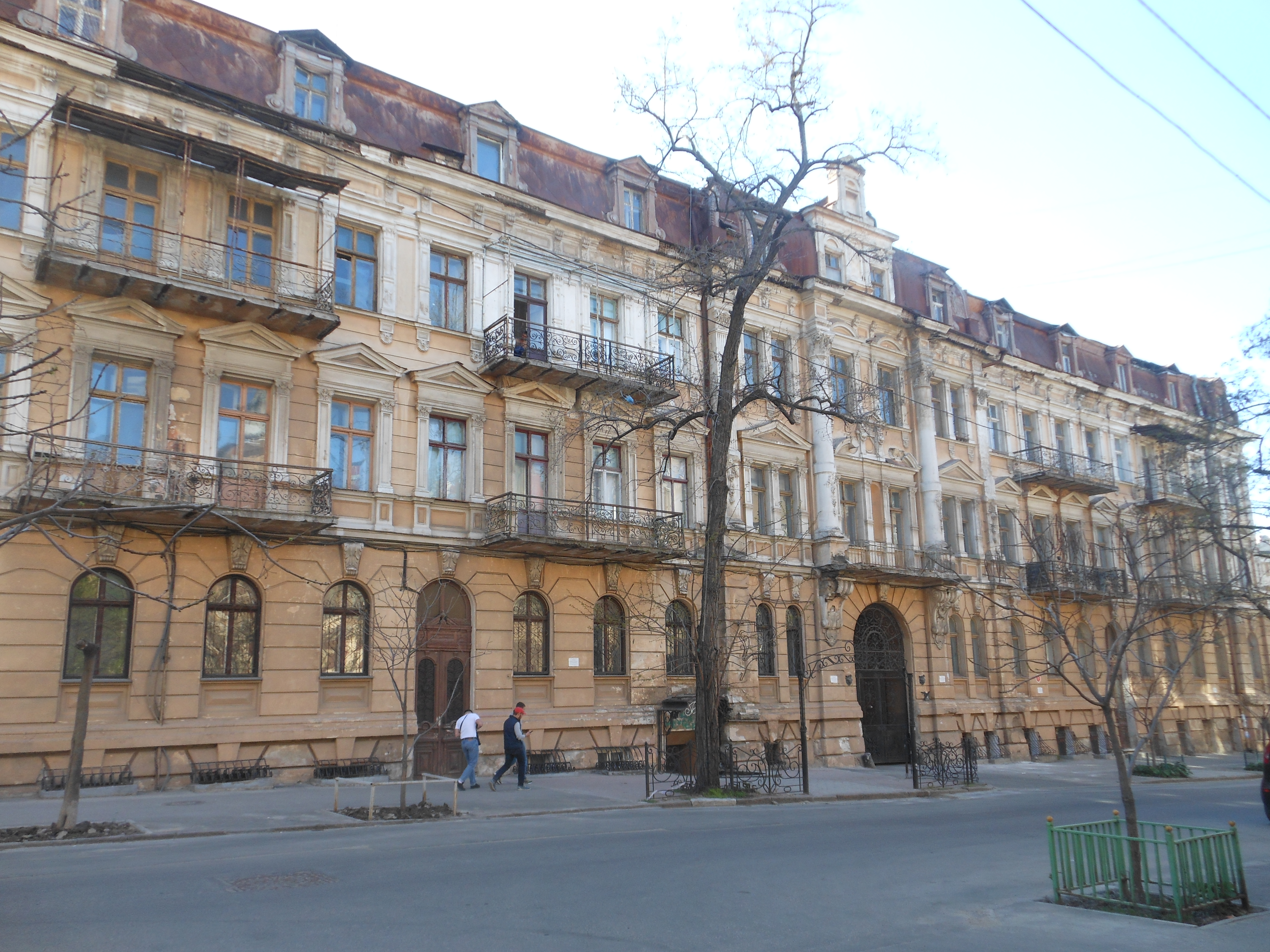
Будинок (Бурназо?) (спільно з Є. Б. Веєм), 1870
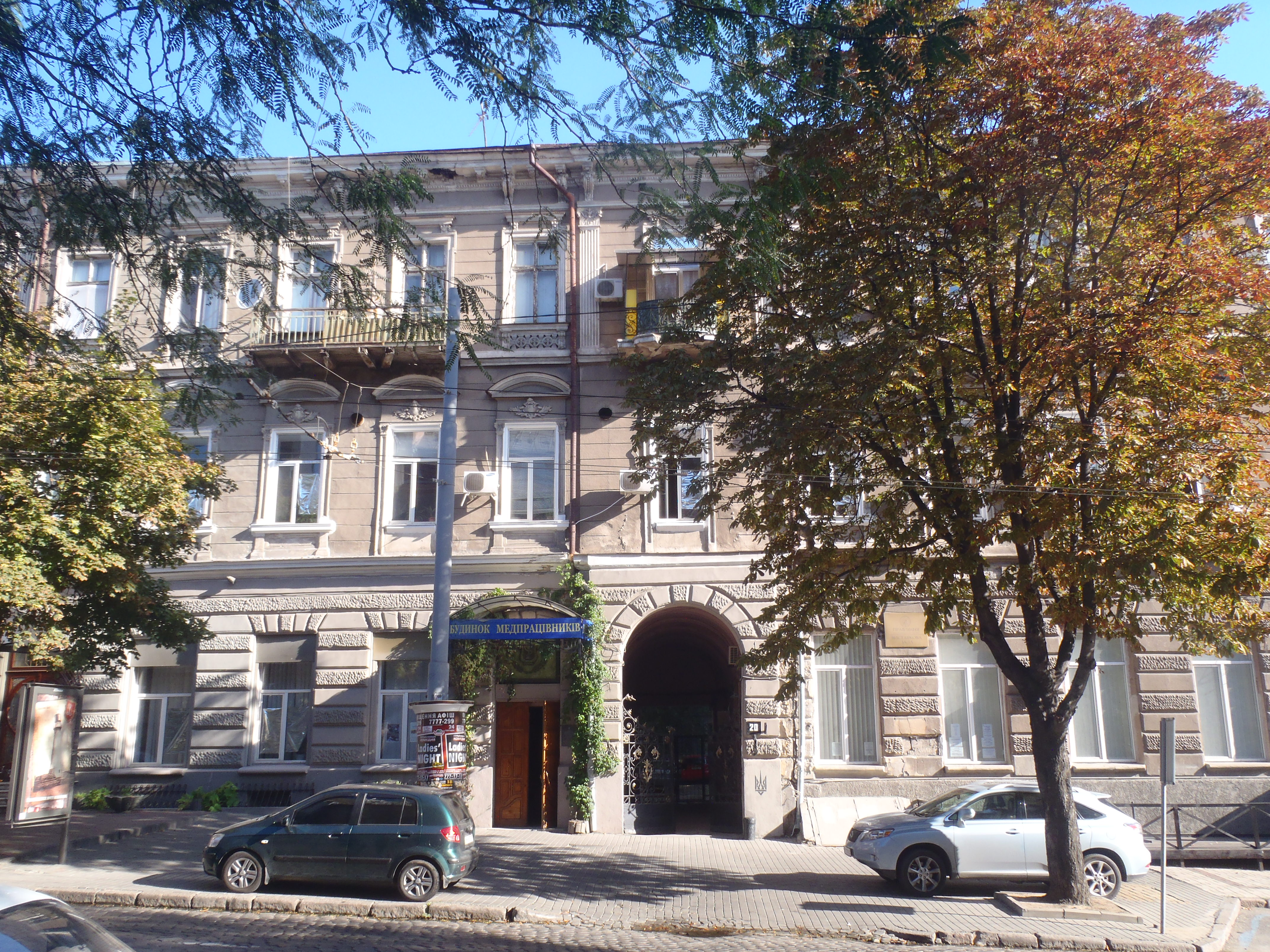
Будинок Маврокордато по Грецькій, 20, 1870-і рр.
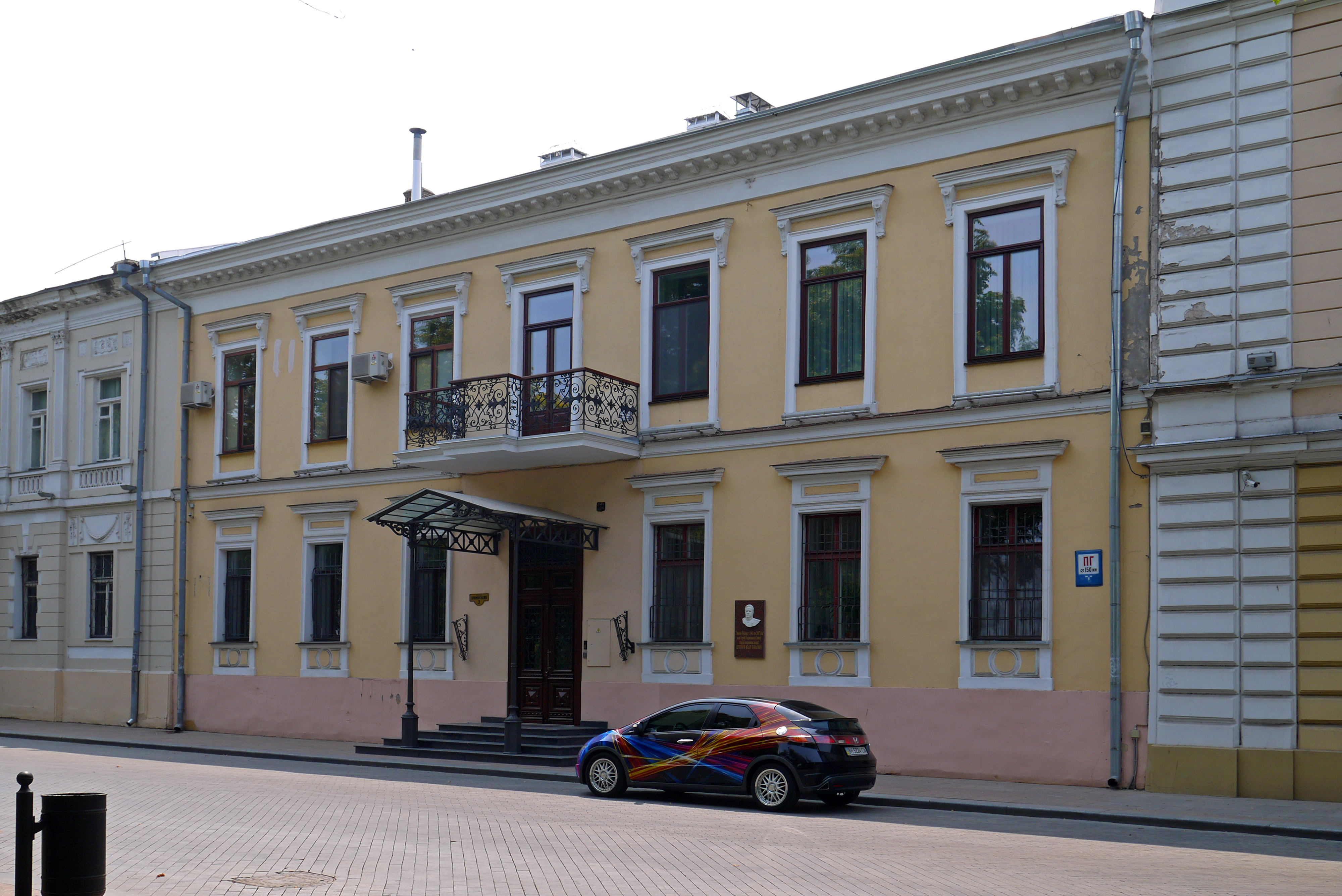
Будинок Строганова, реконструкція 1872
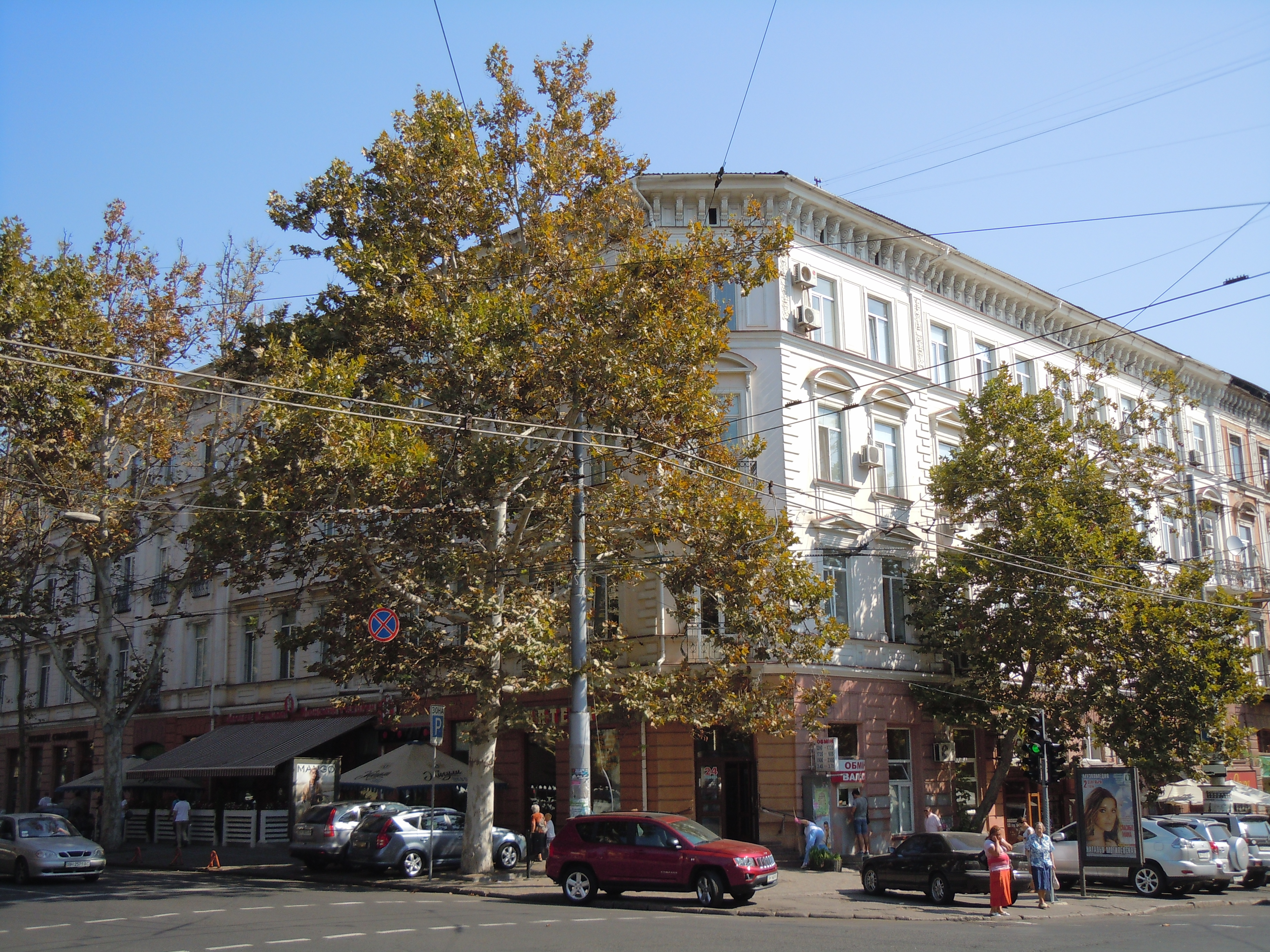
Будинок Баржанського, 1873
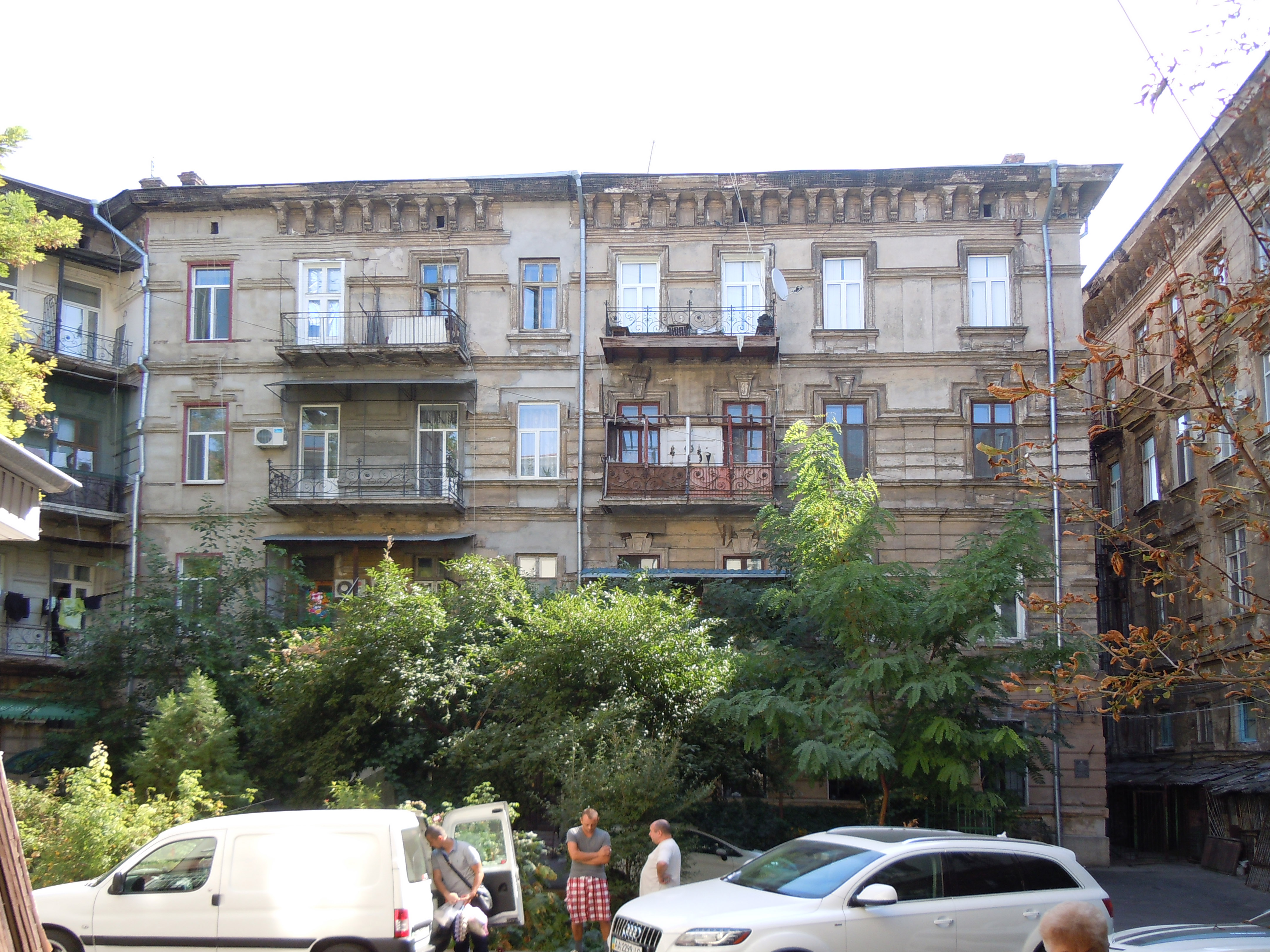
Флігель Баржанського, ІІІ-я третина ХІХ ст.
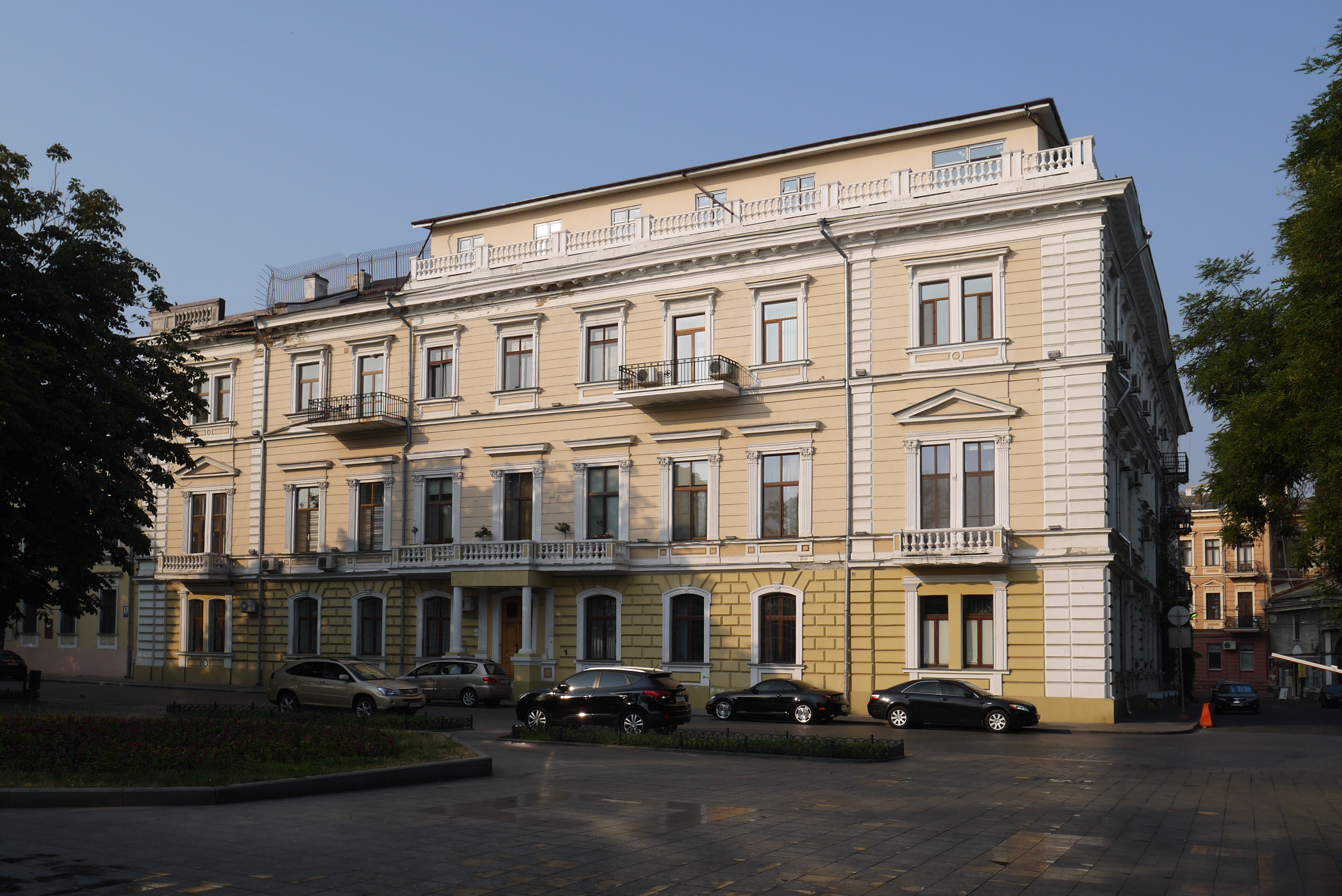
Будинок Г. Г. Маразлі, реконструкція 1874
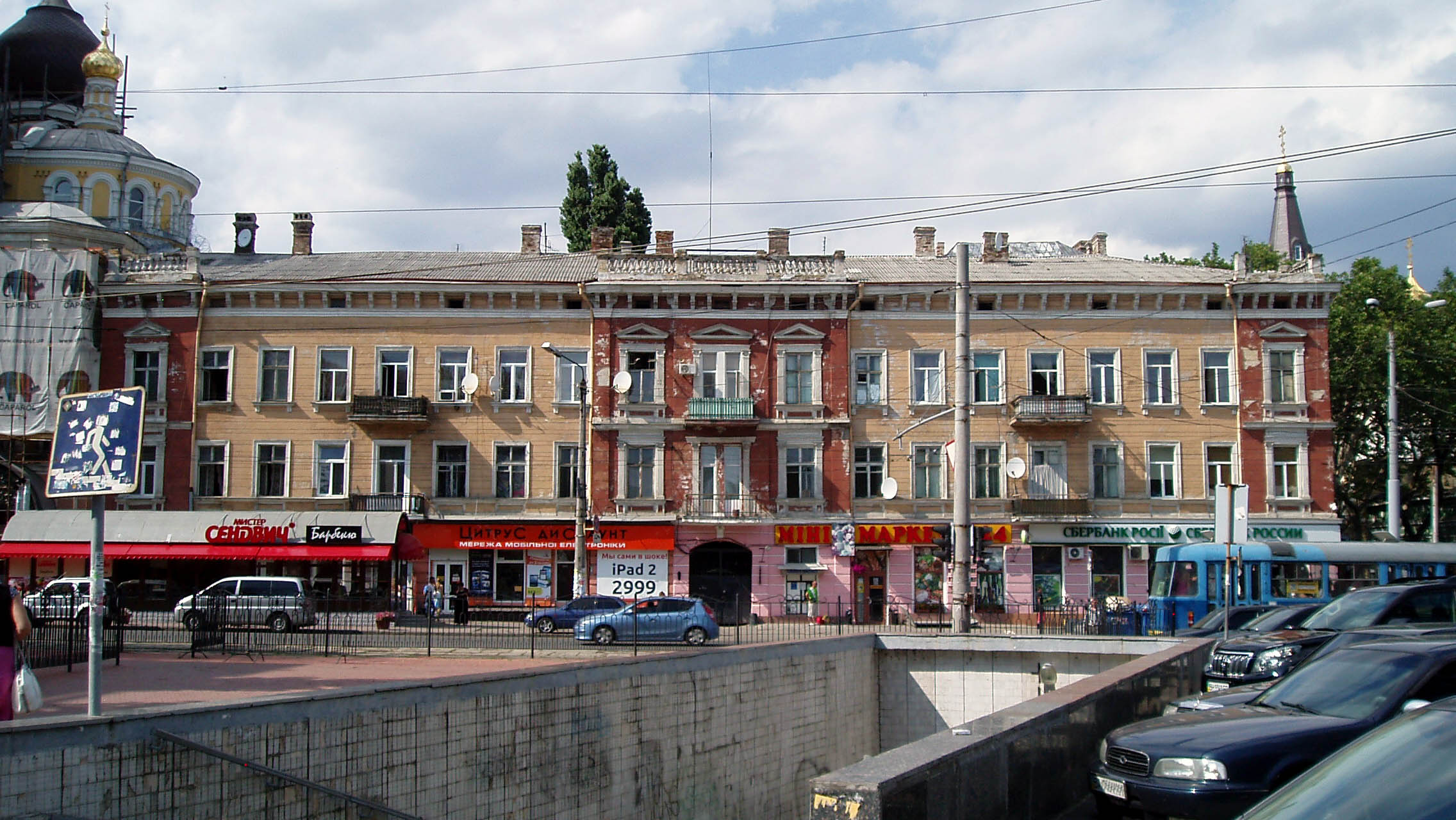
Будинок І. Усачева, 1874
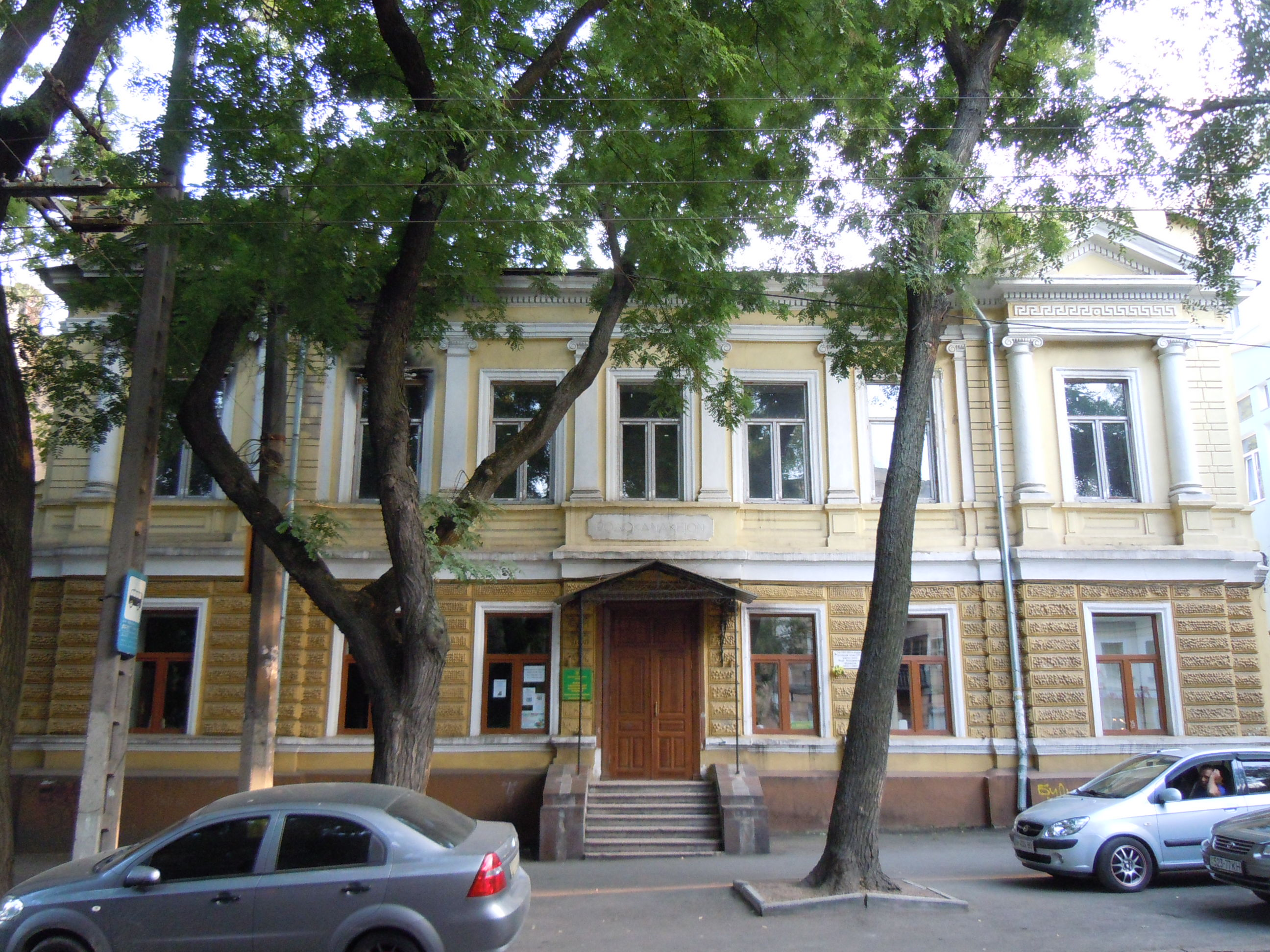
Грецьке дівоче Родоканакієвське училище, 1874 - 1875
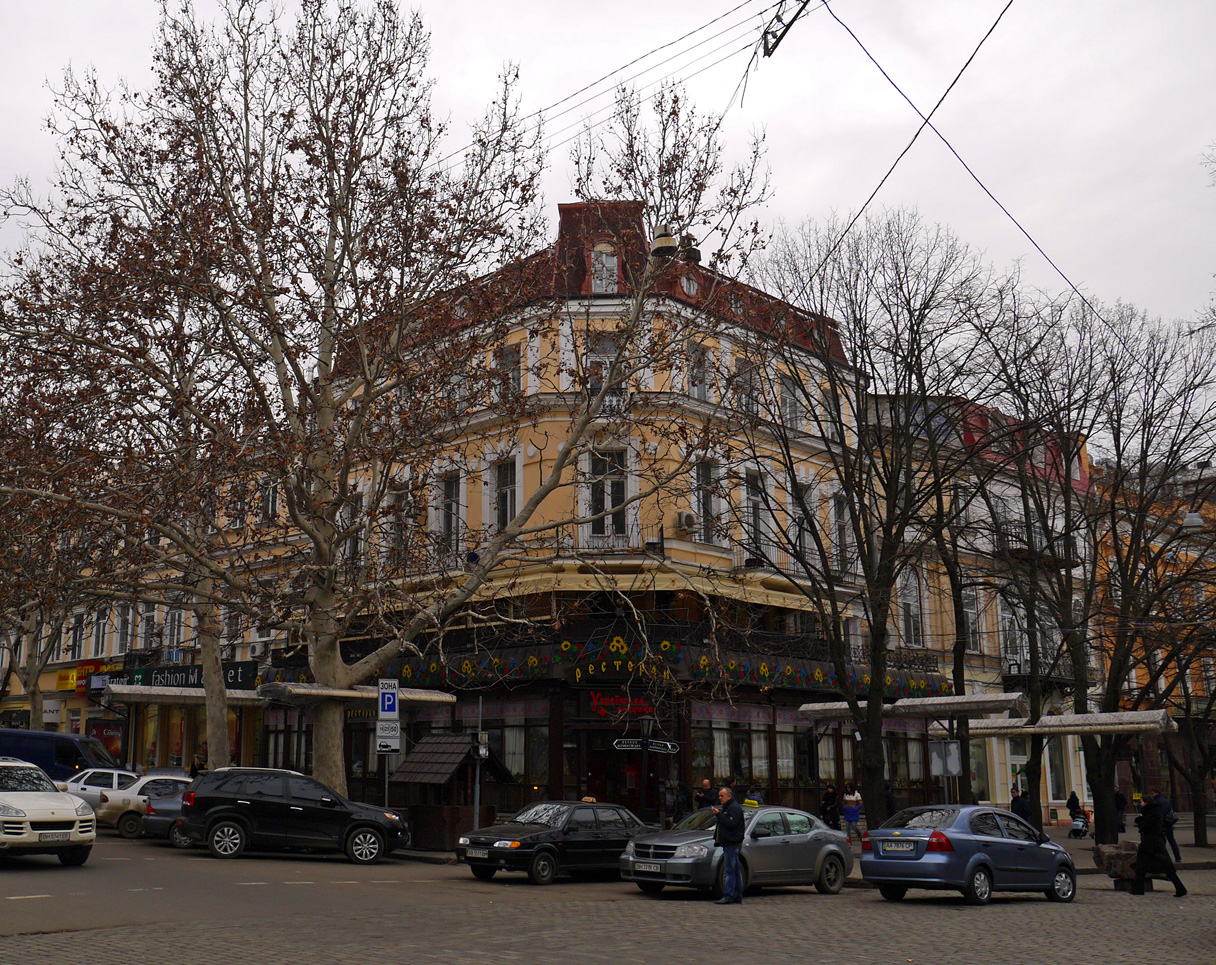
Будинок Санца, 1875
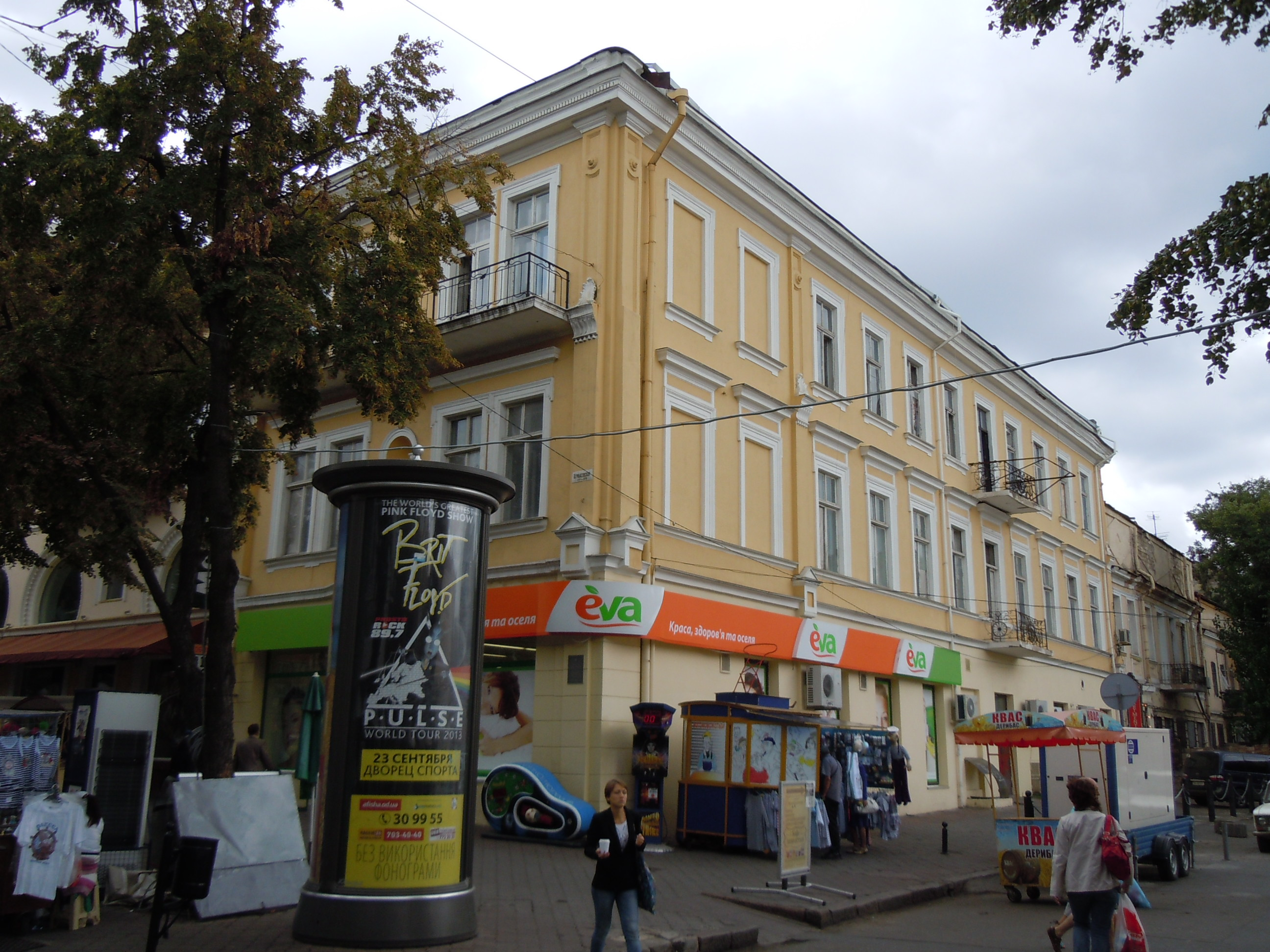
Будинок Мангубі, 1875
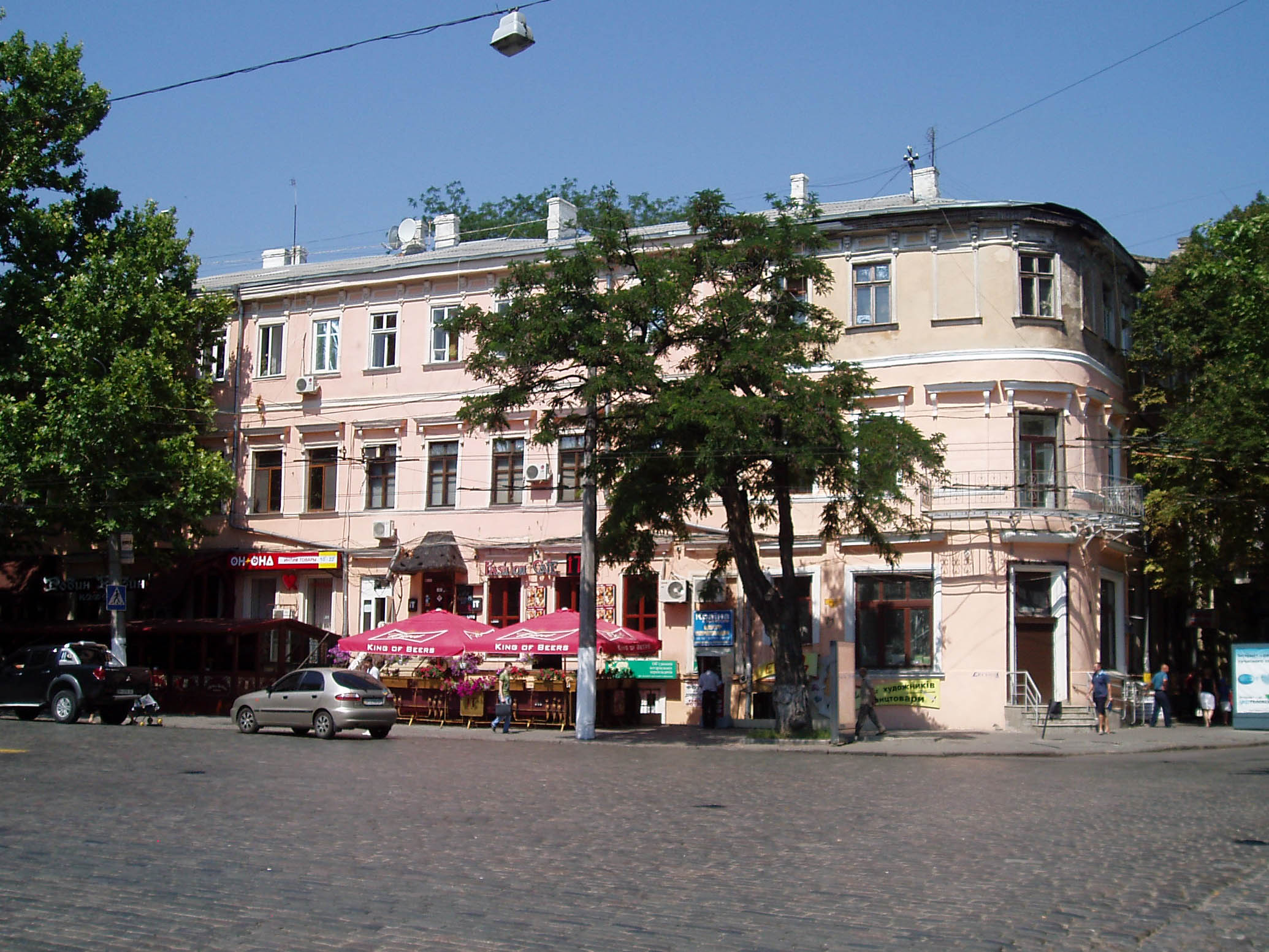
Будинок Рокко, 1876 - 1878
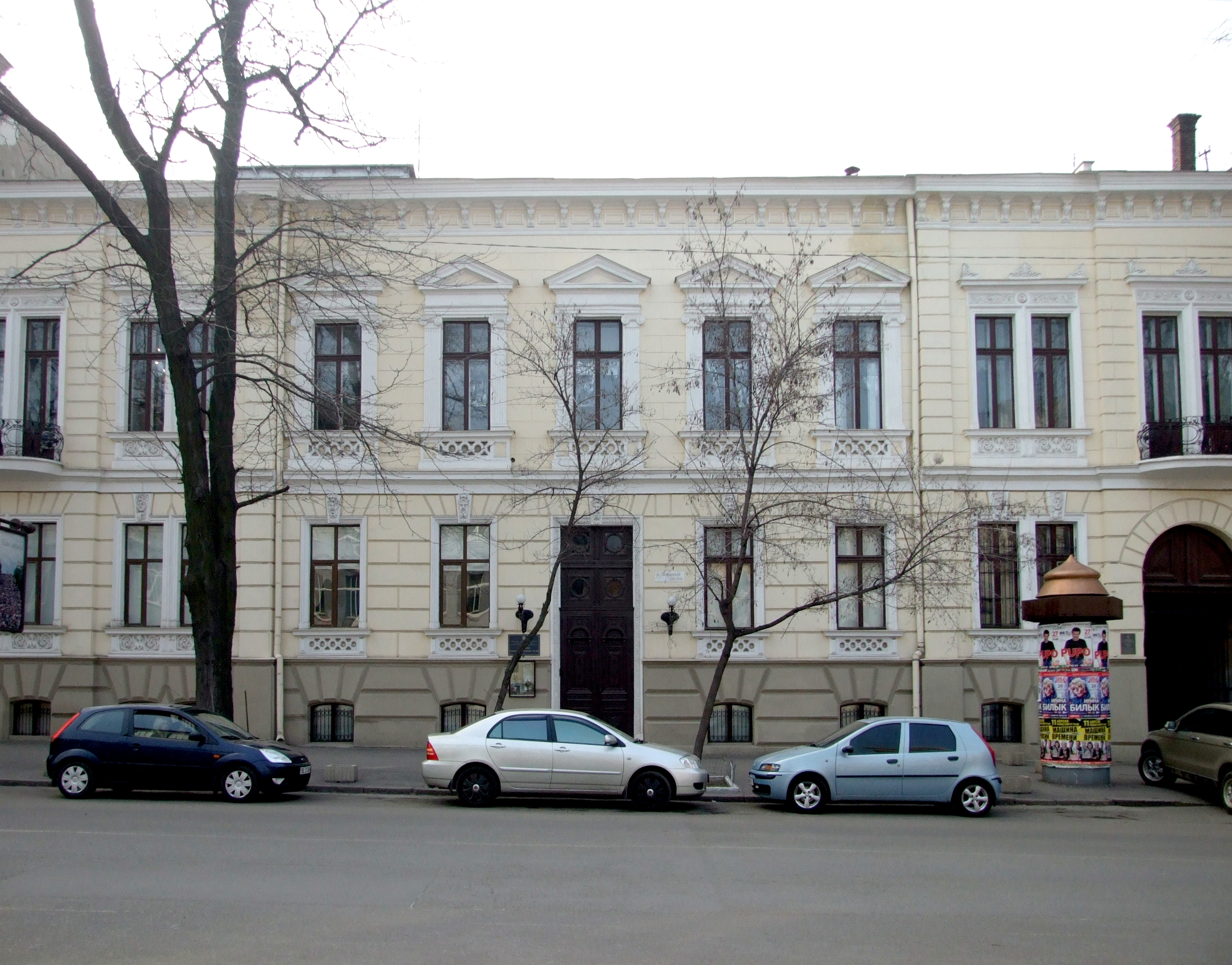
Особняк Новікова, 1876
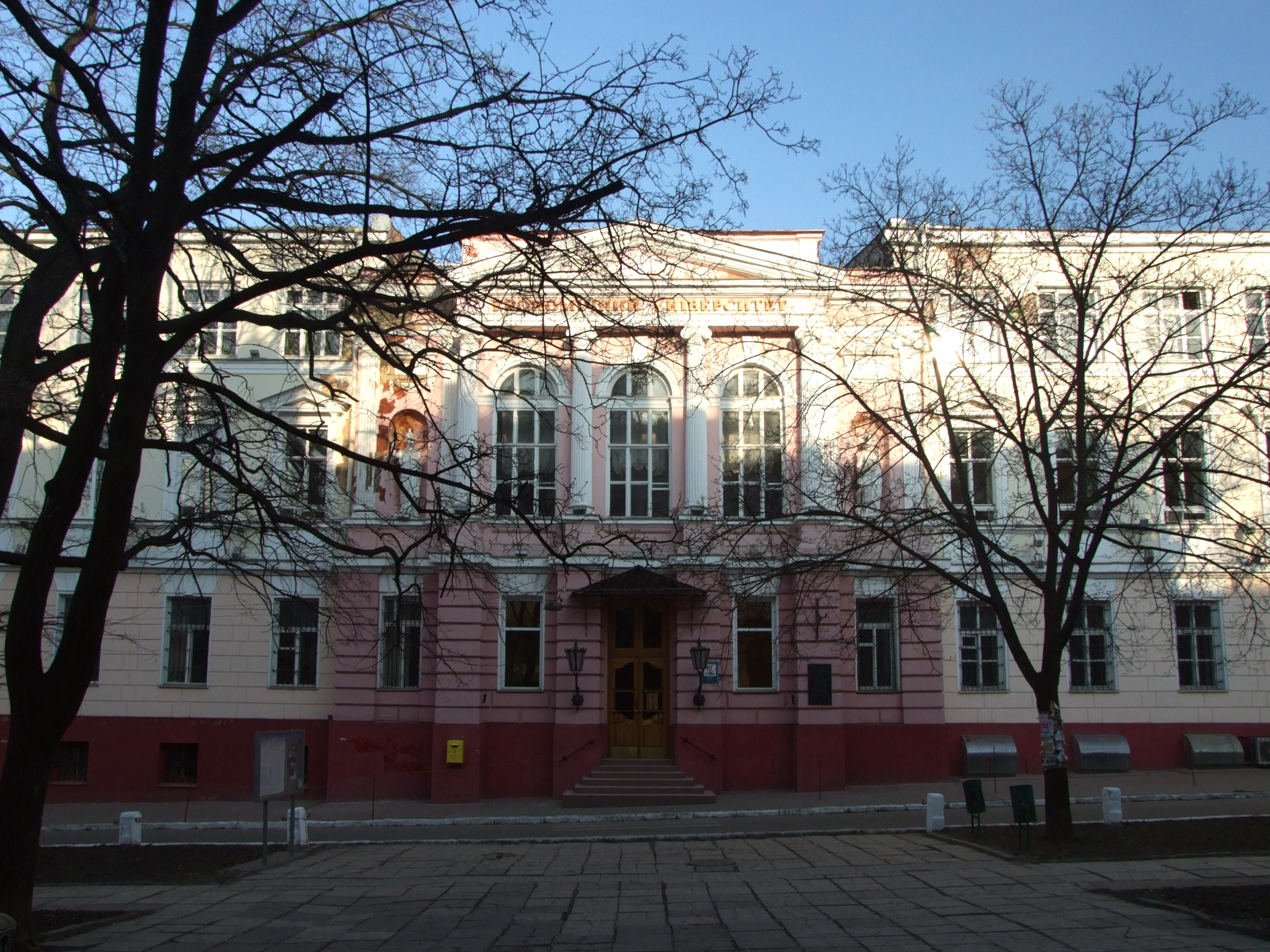
Комерційне училище, 1876 - 1877
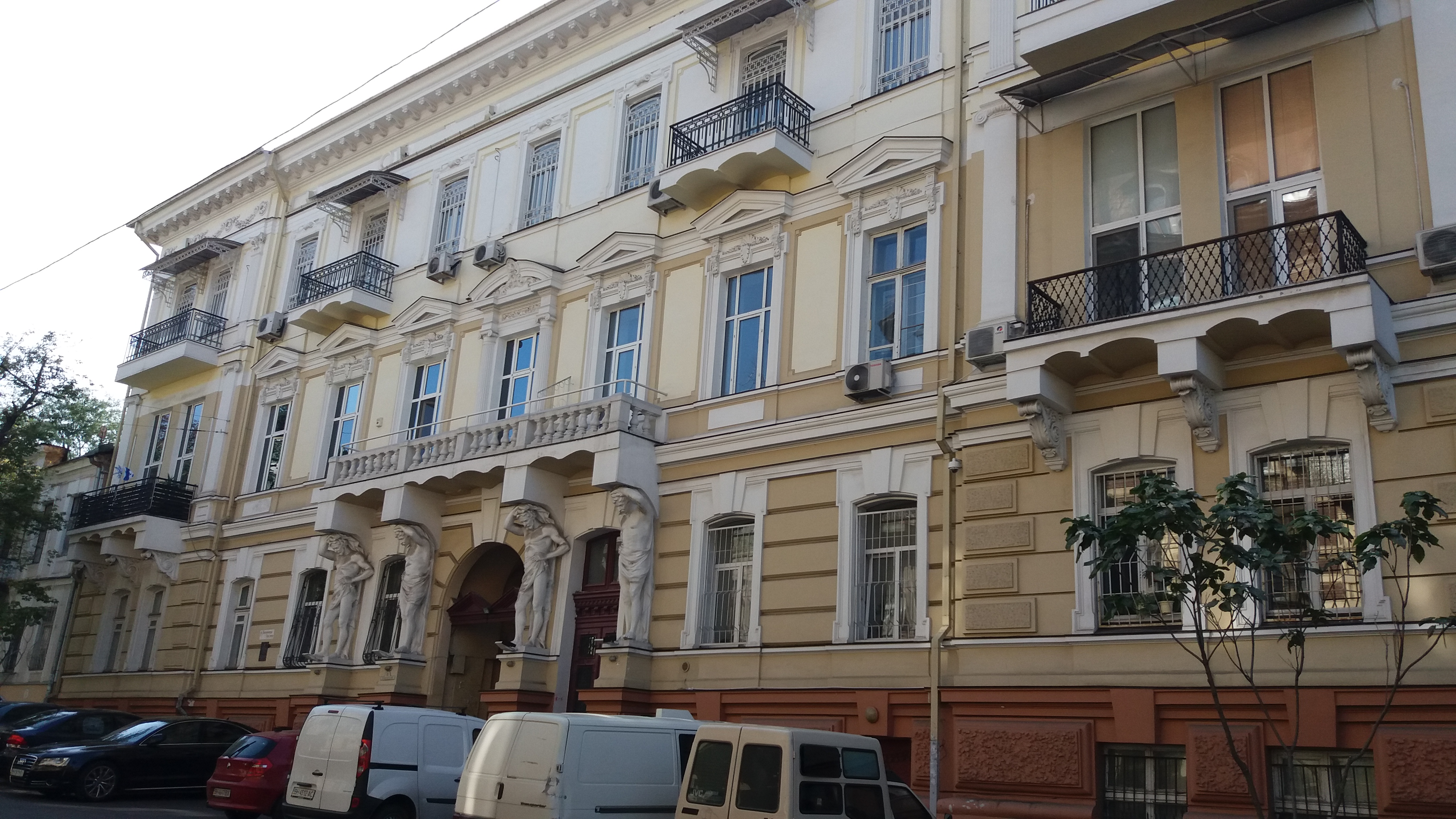
Будинок (Вальтуха?), 1878
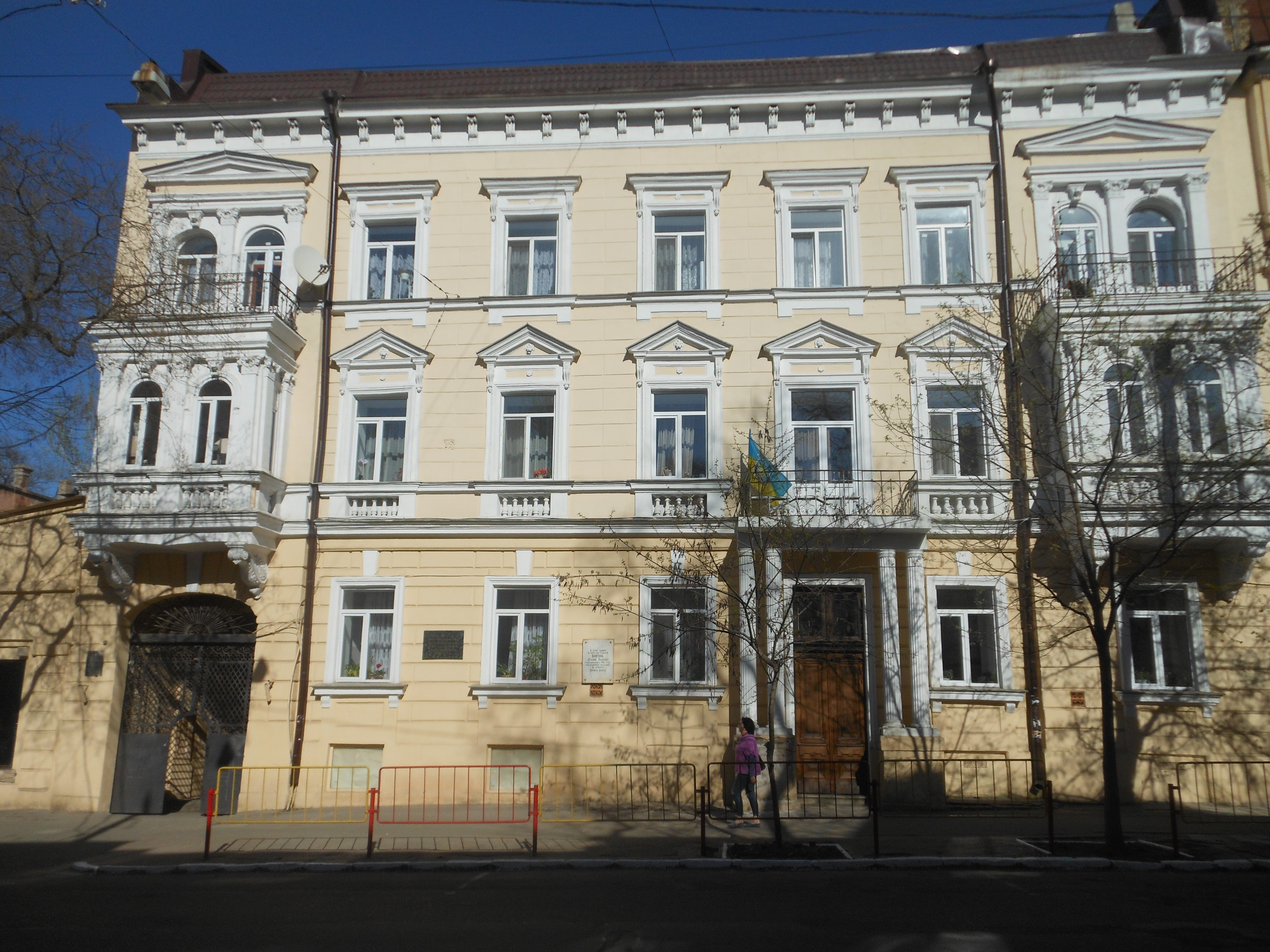
Будинок Машевського, 1878
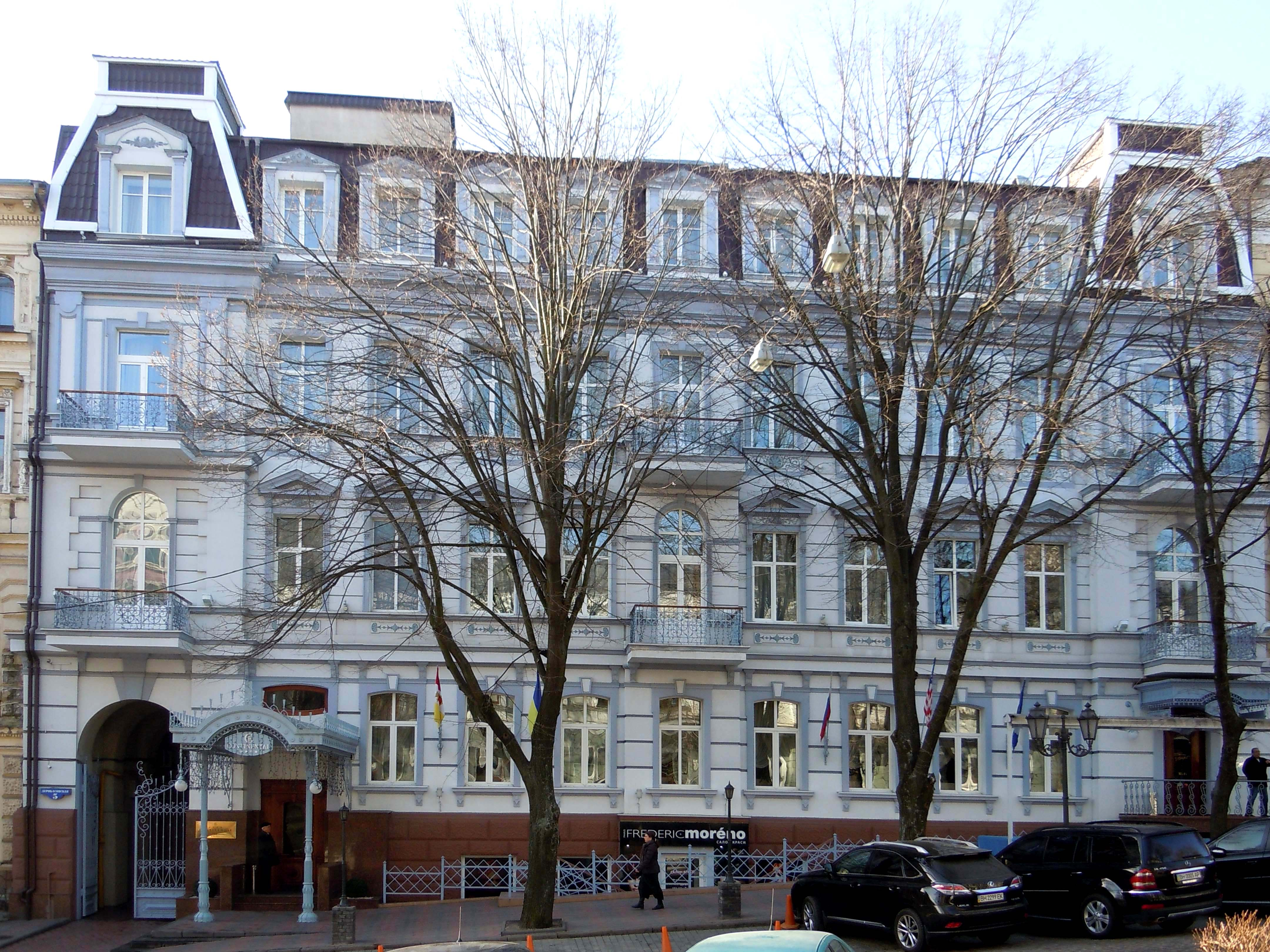
Будинок Переця, 1879
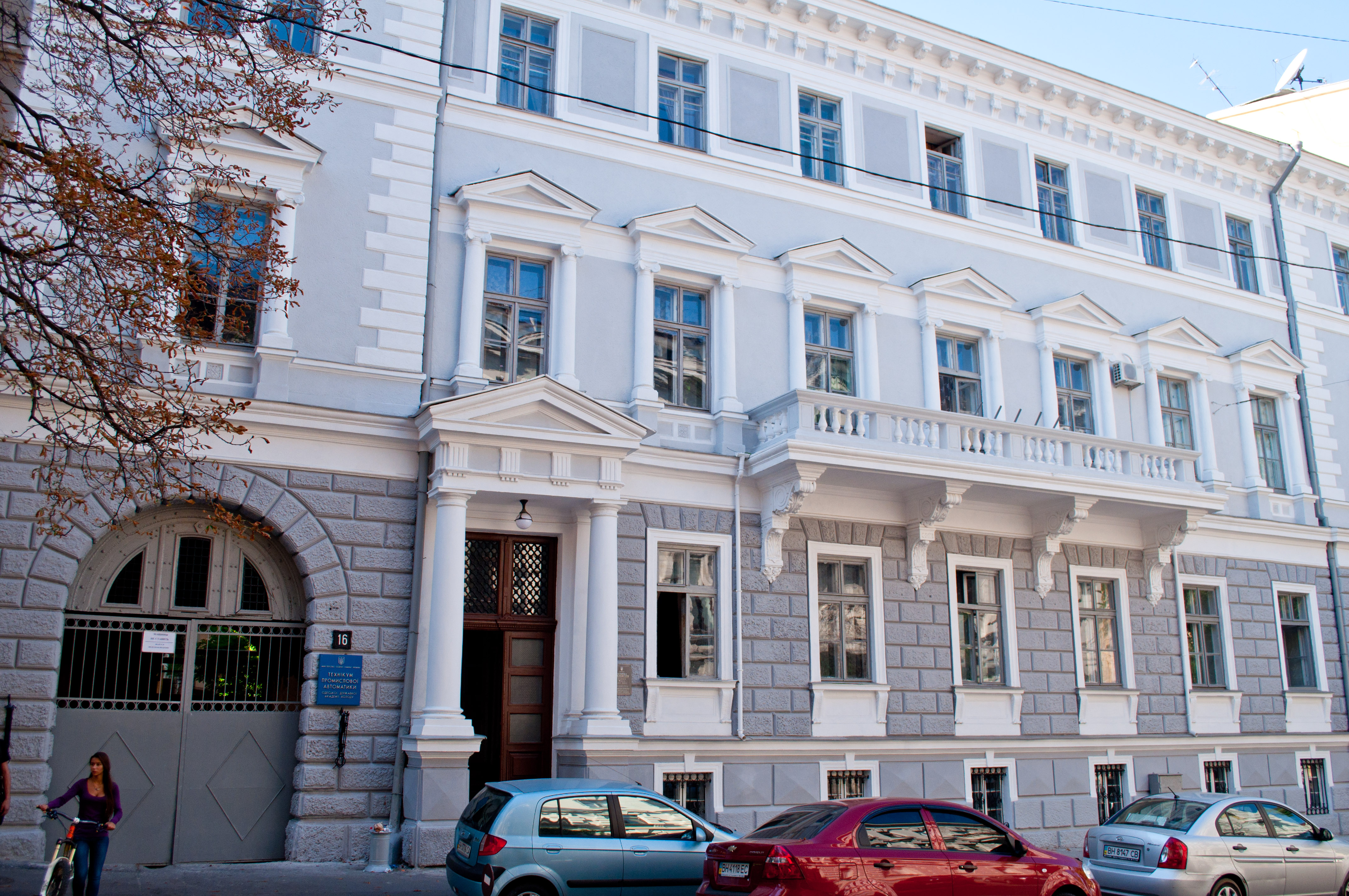
Будинок Масса, 1870-і - 1880-і
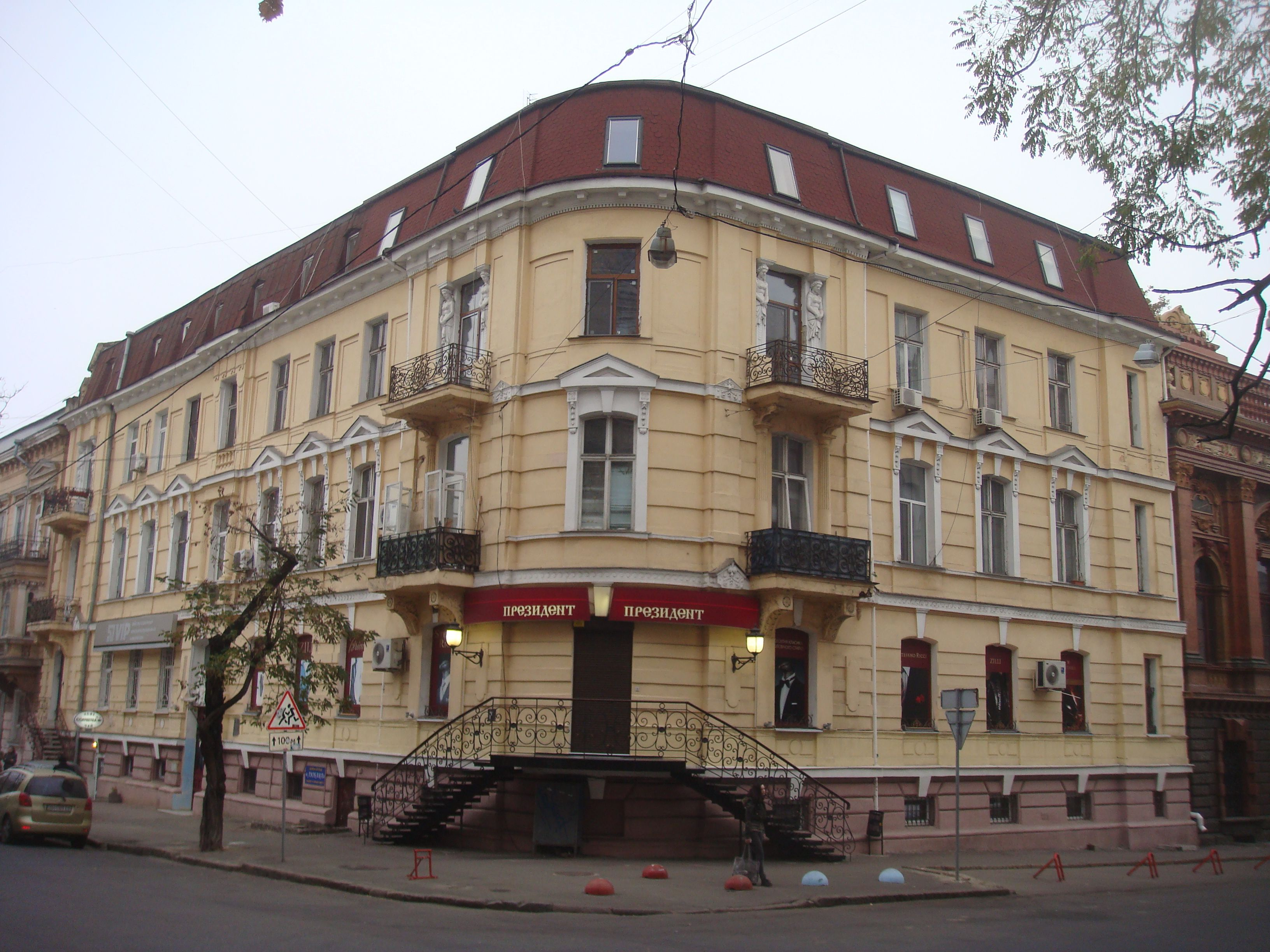
Будинок Є. Толстої, 1880
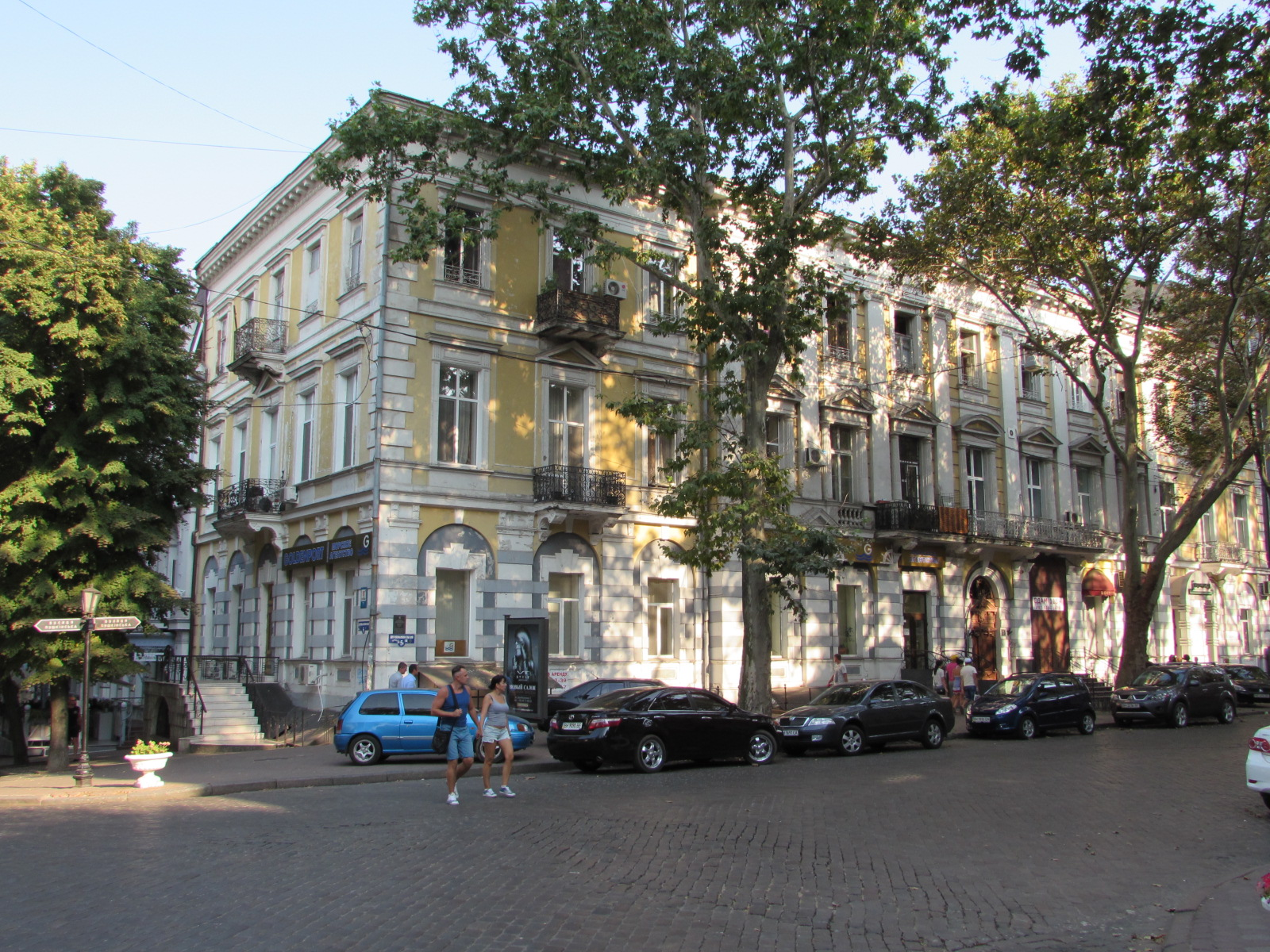
Будинок Переця по Пушкінській, 1881
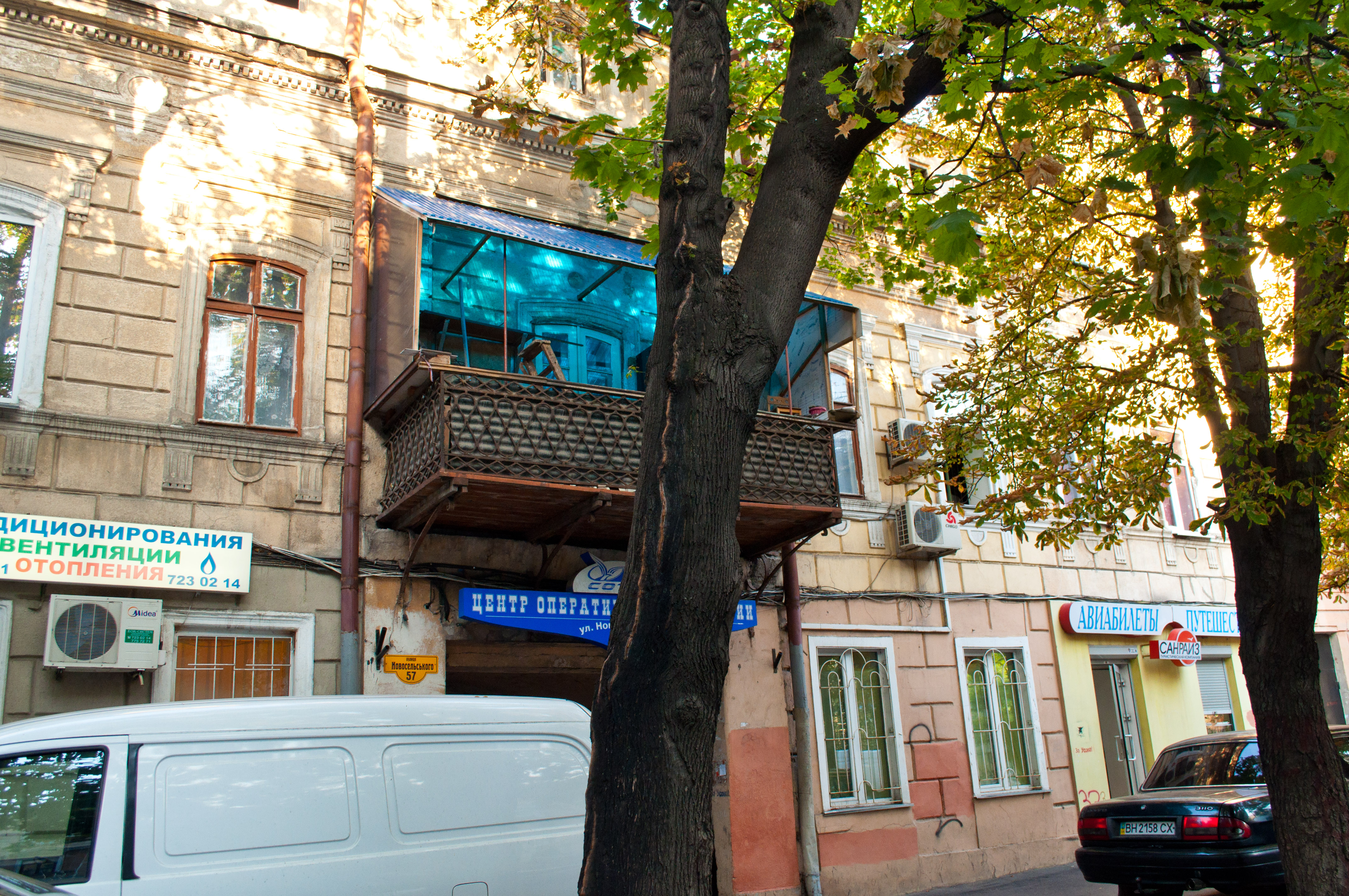
Будинок (Бальца), 1881
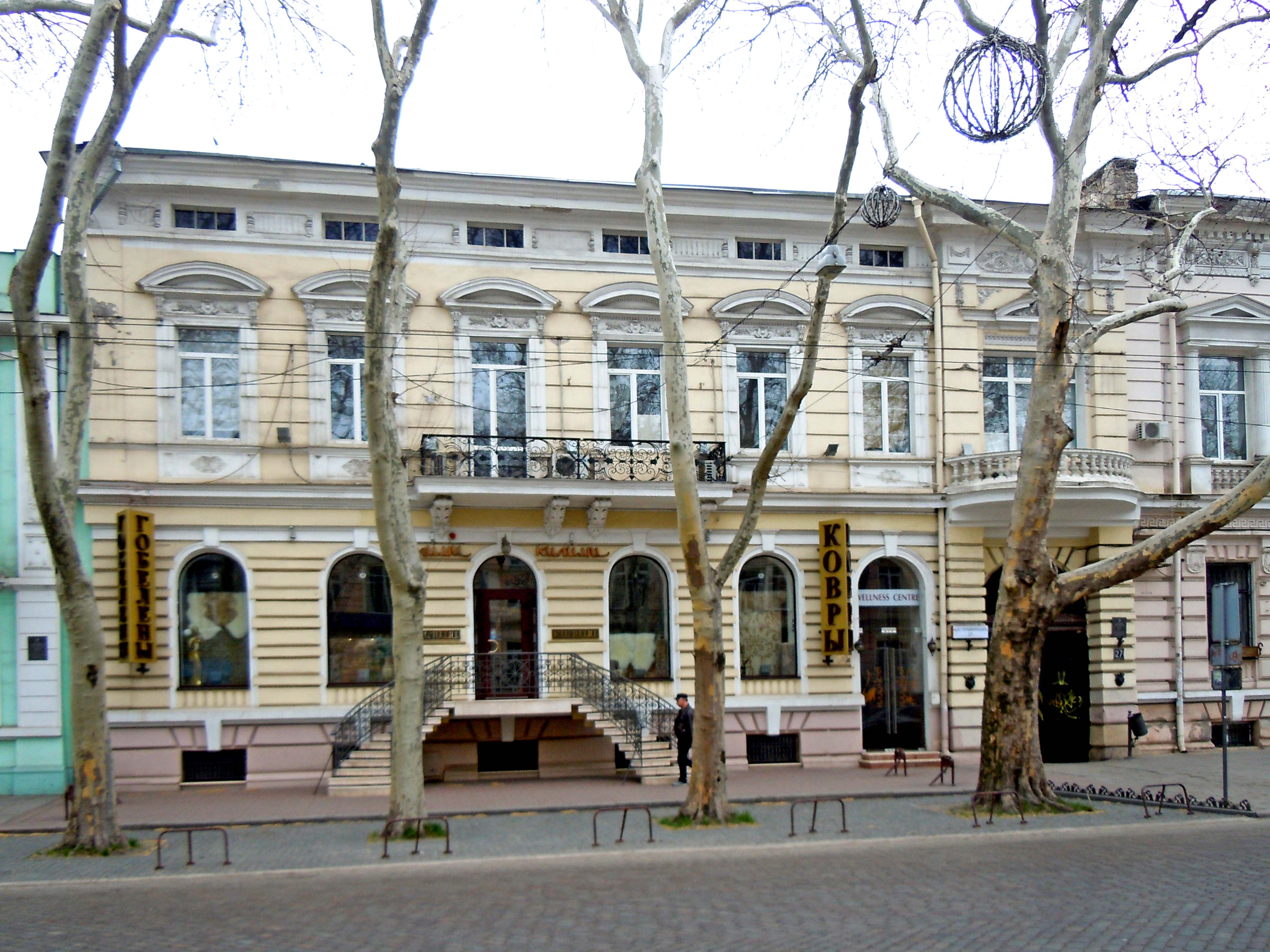
Будинок Анатри по Пушкінській, 27, 1883
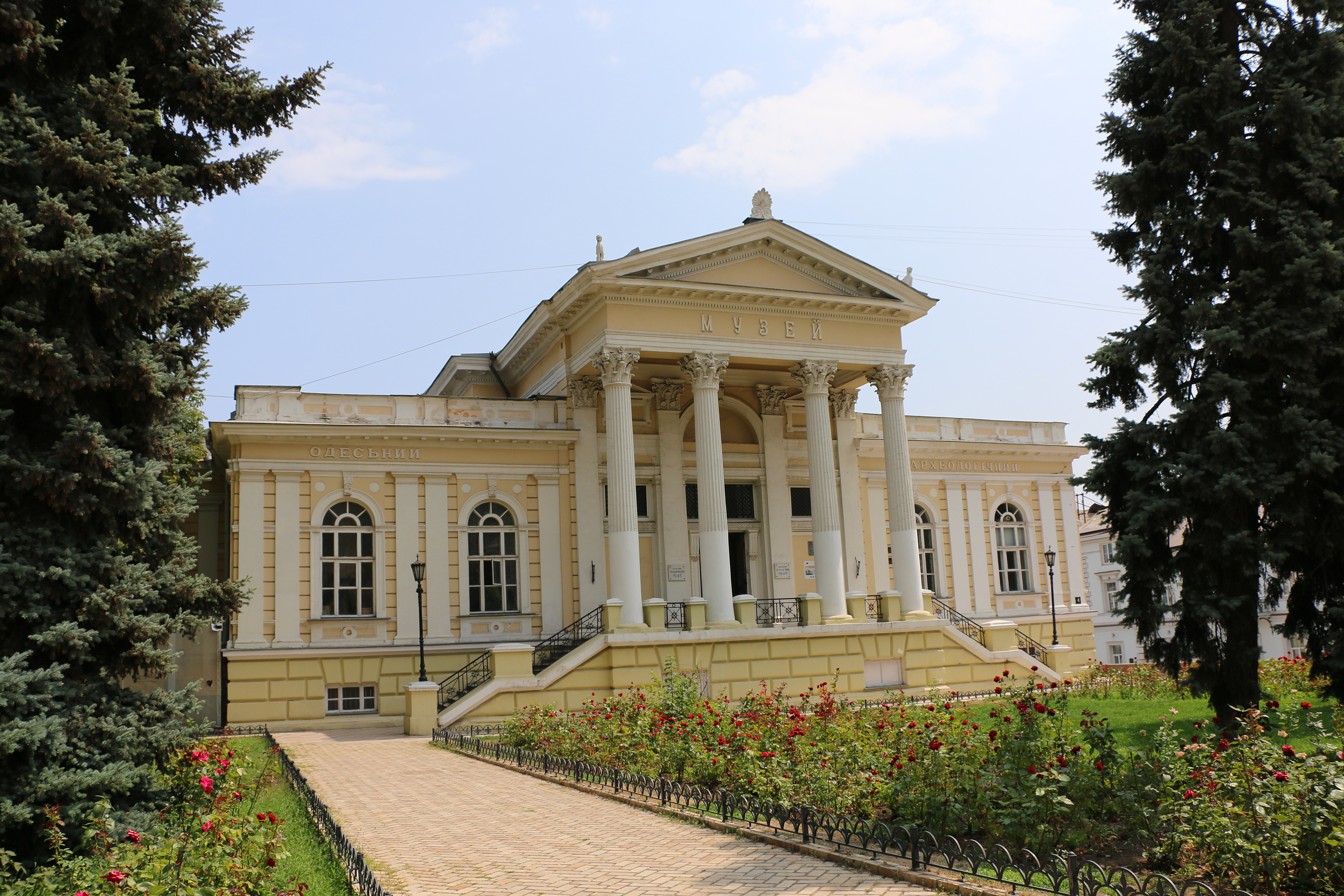
Будинок Міської публічної бібліотеки, 1883
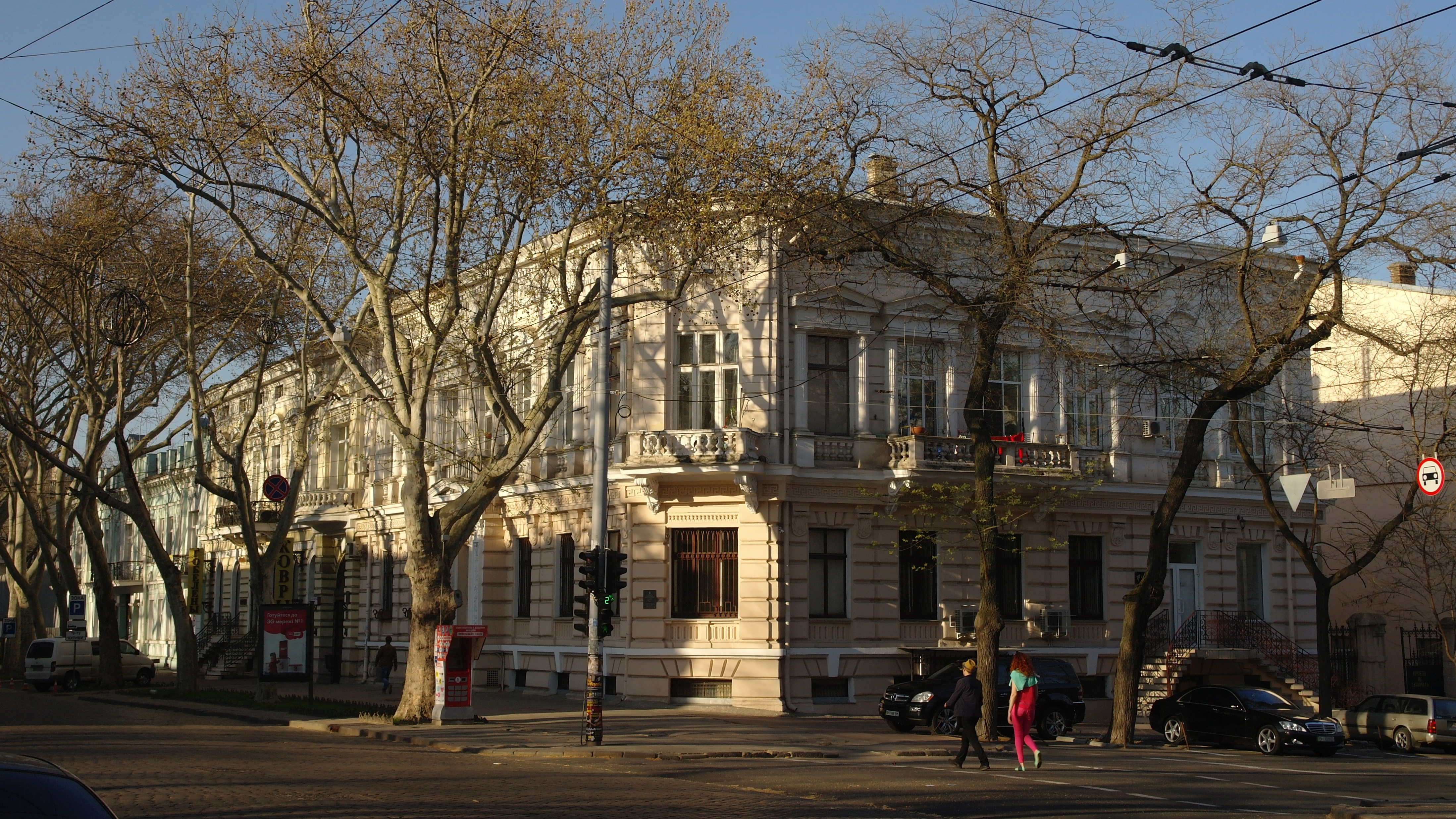
Будинок Анатри по Пушкінській, 29, 1884
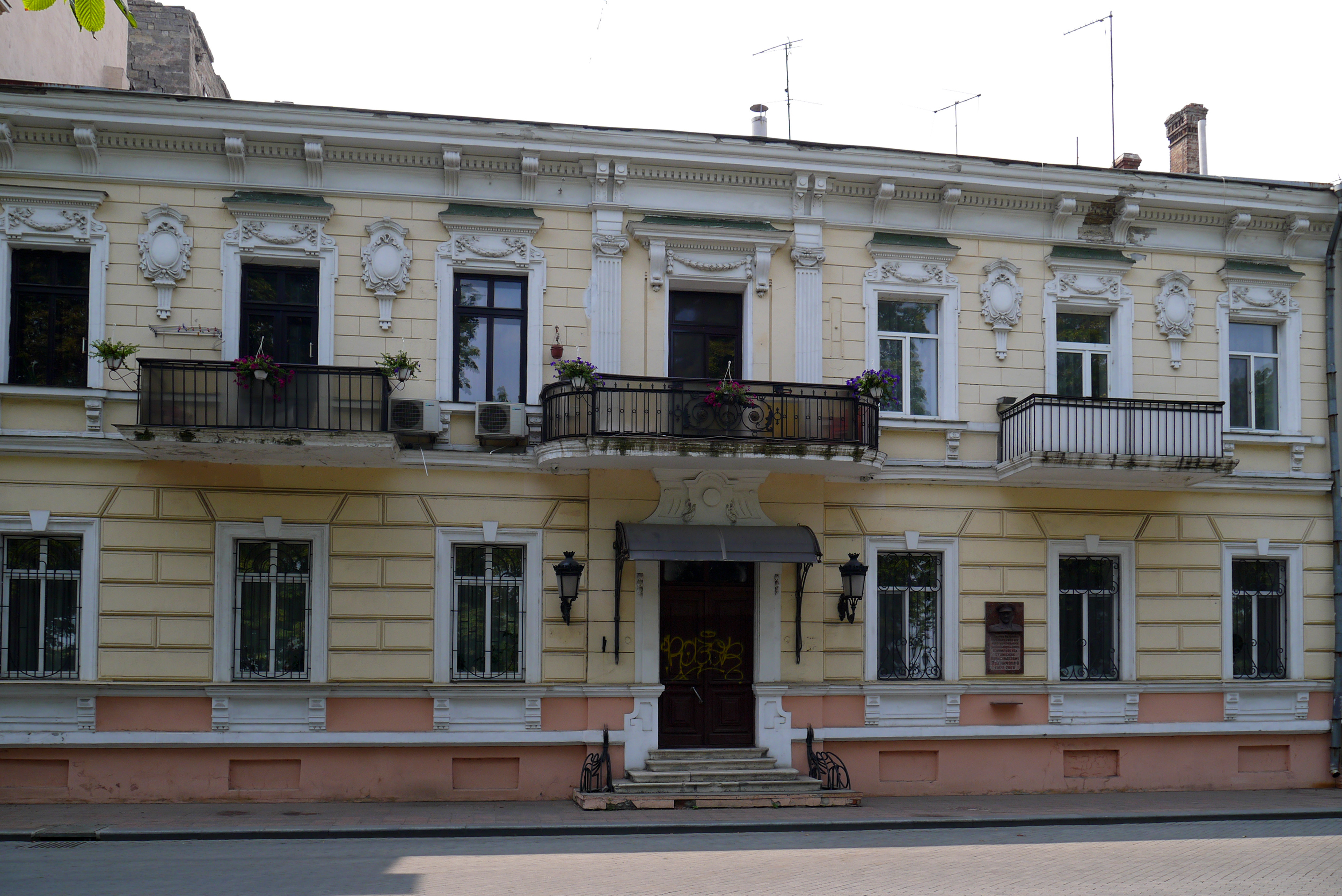
Будинок Вассала, реконструкція 1885
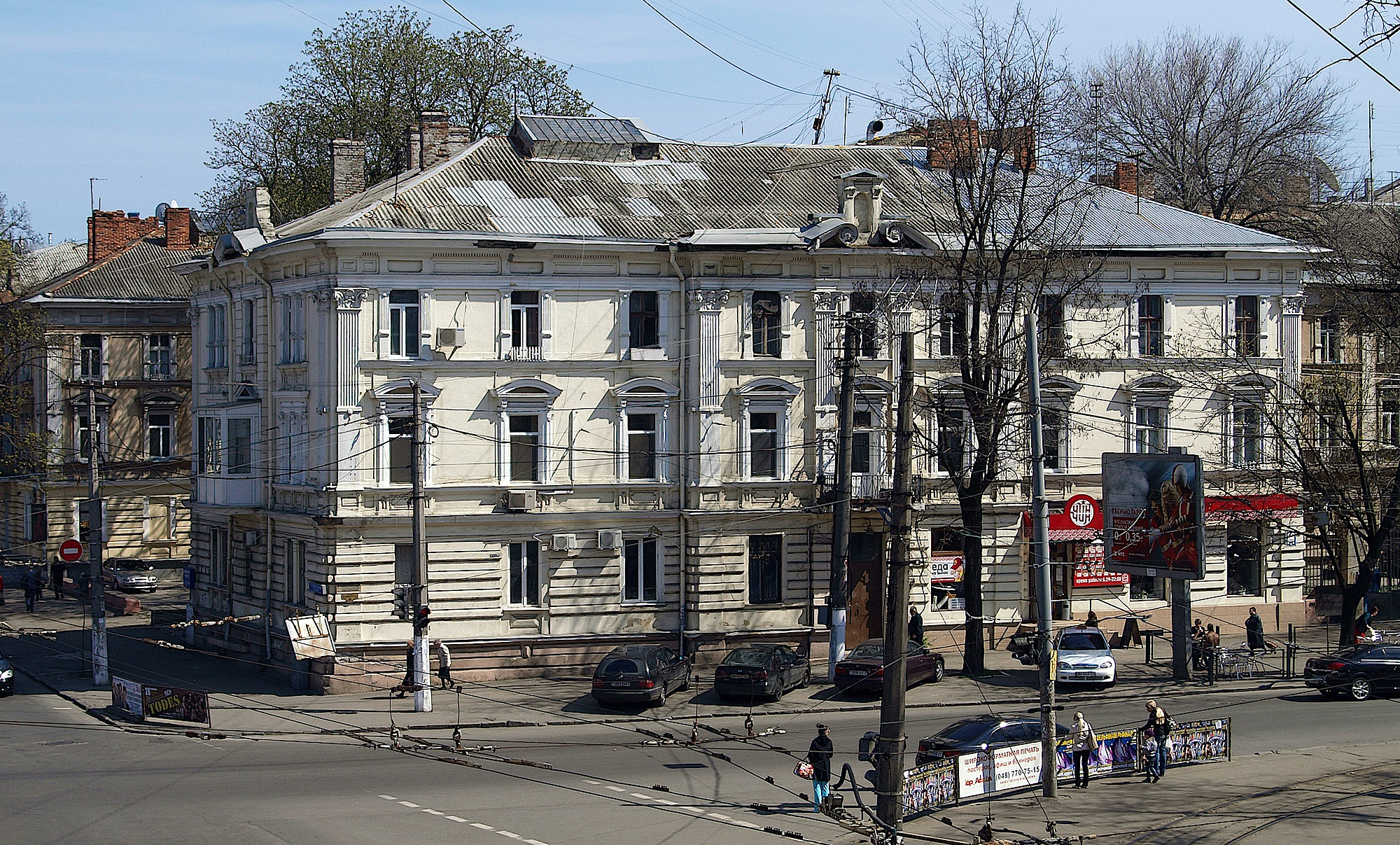
Будинок Павлівських дешевих квартир, 1885 - 1887
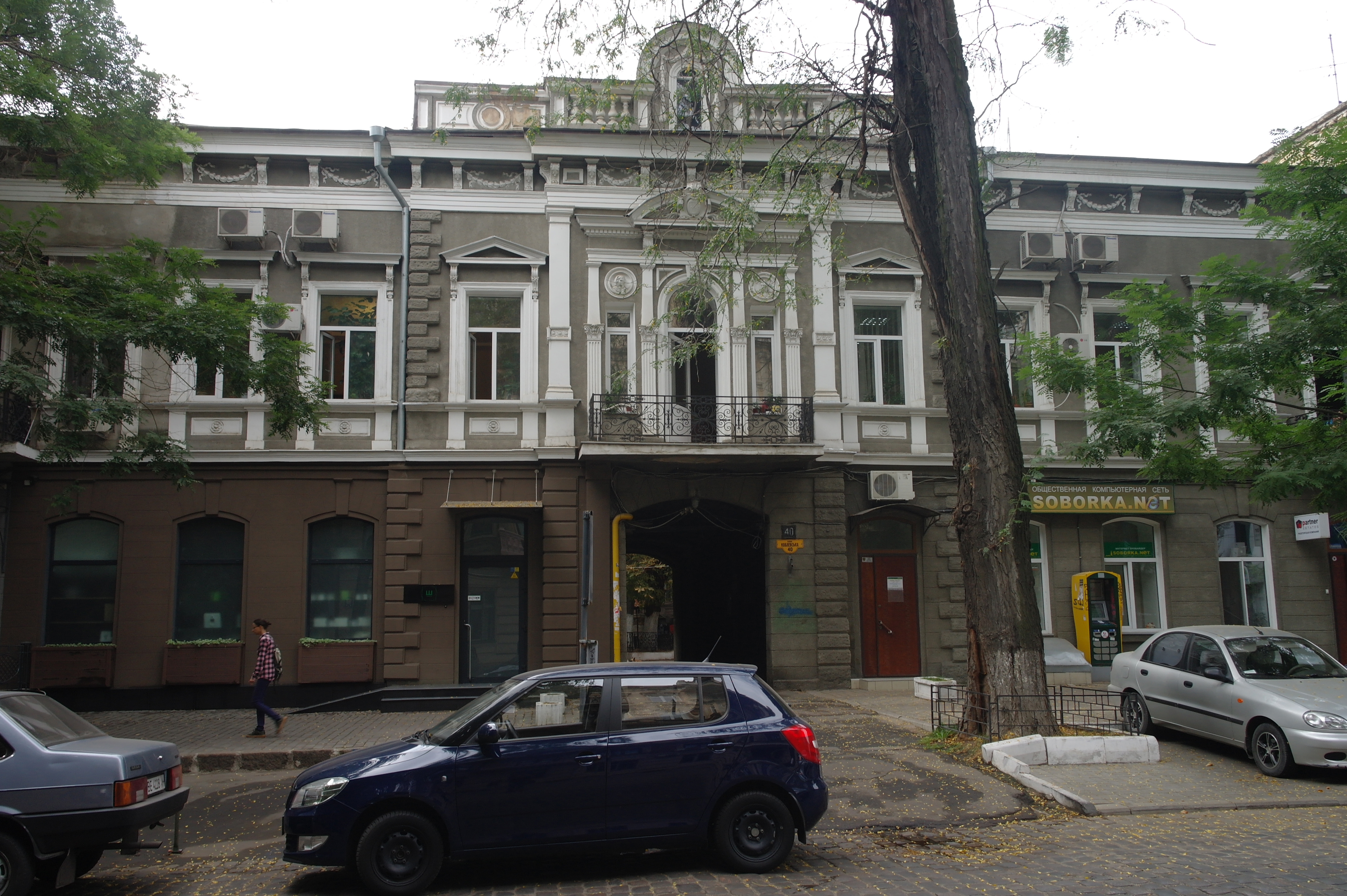
Будинок (Крапівіна), 1886
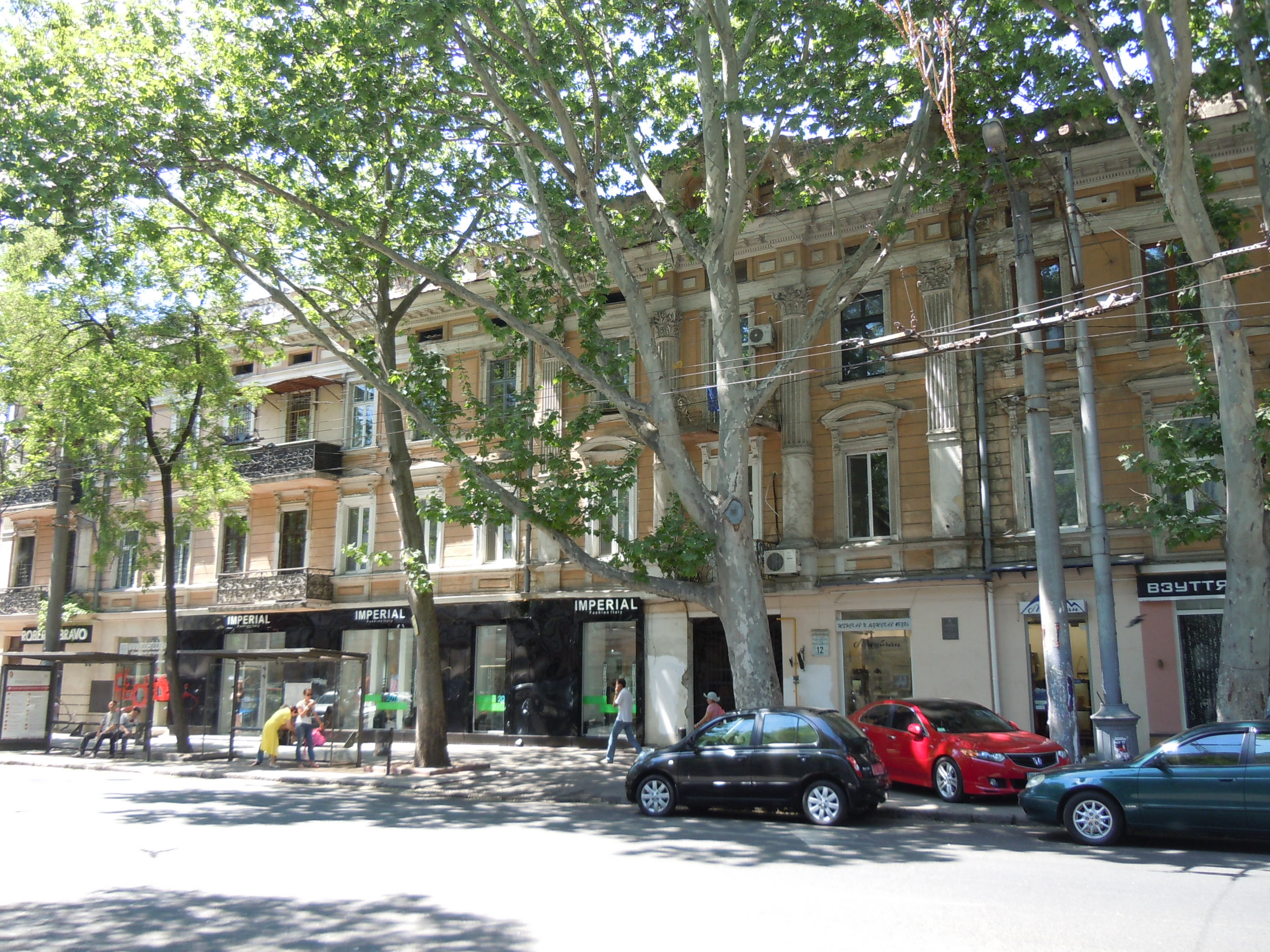
Будинок М. Маврокордато по Рішельєвській, 12, 1887
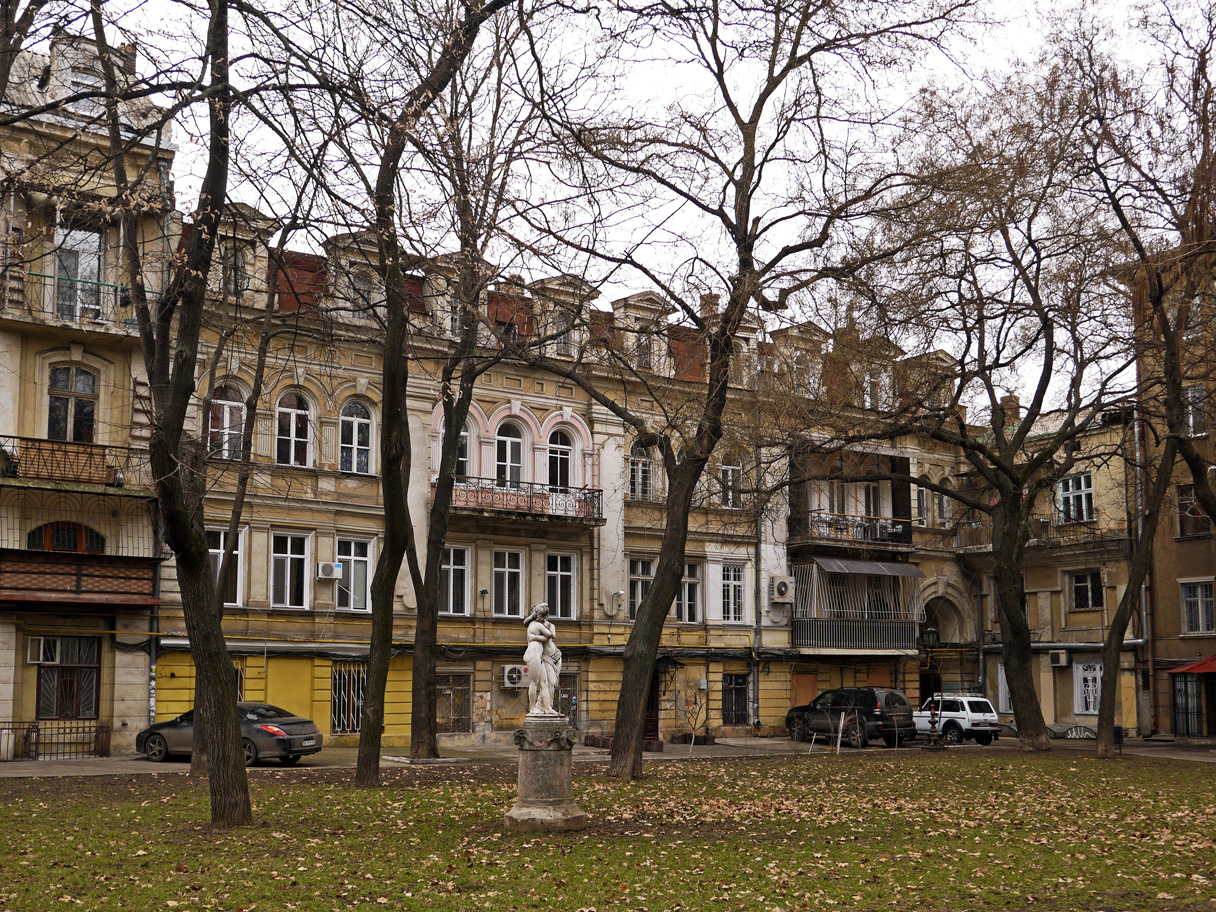
Будинок Родоканакі, перебудова спільно з П. В. Йодко, 1888 - 1889 (пізніше ще раз перебудований)
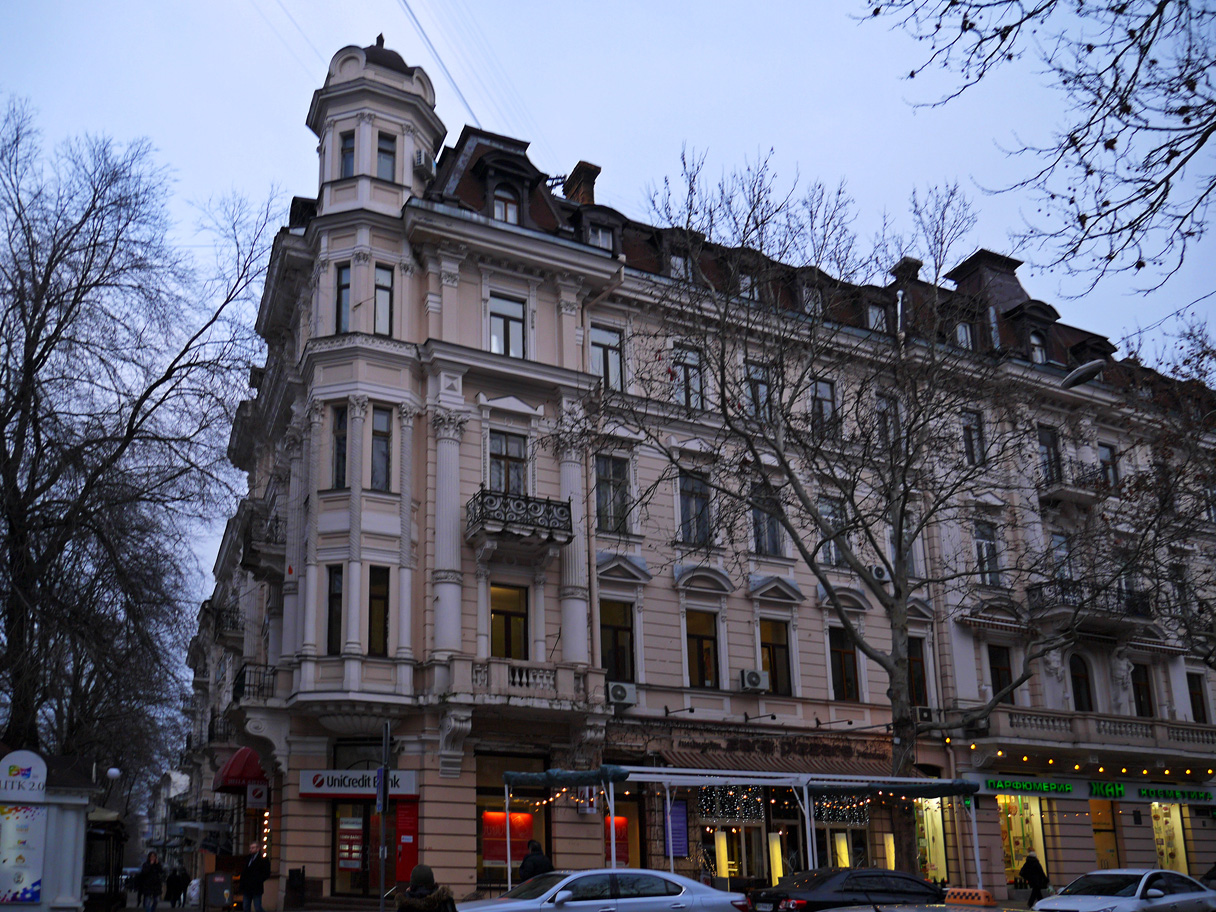
Будинок Раллі, 1887 - 1890
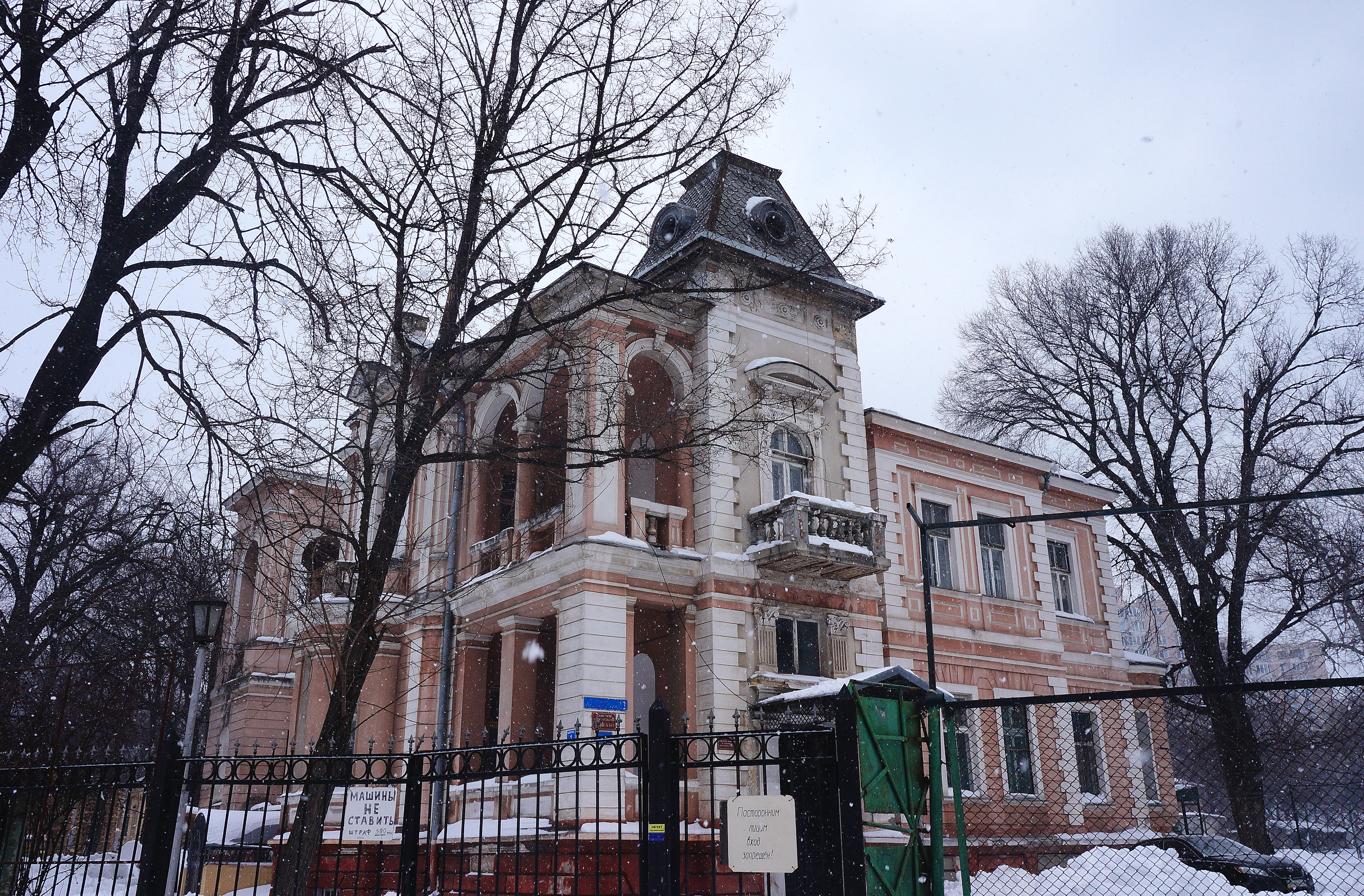
Дача Кіч, 1889 - 1890
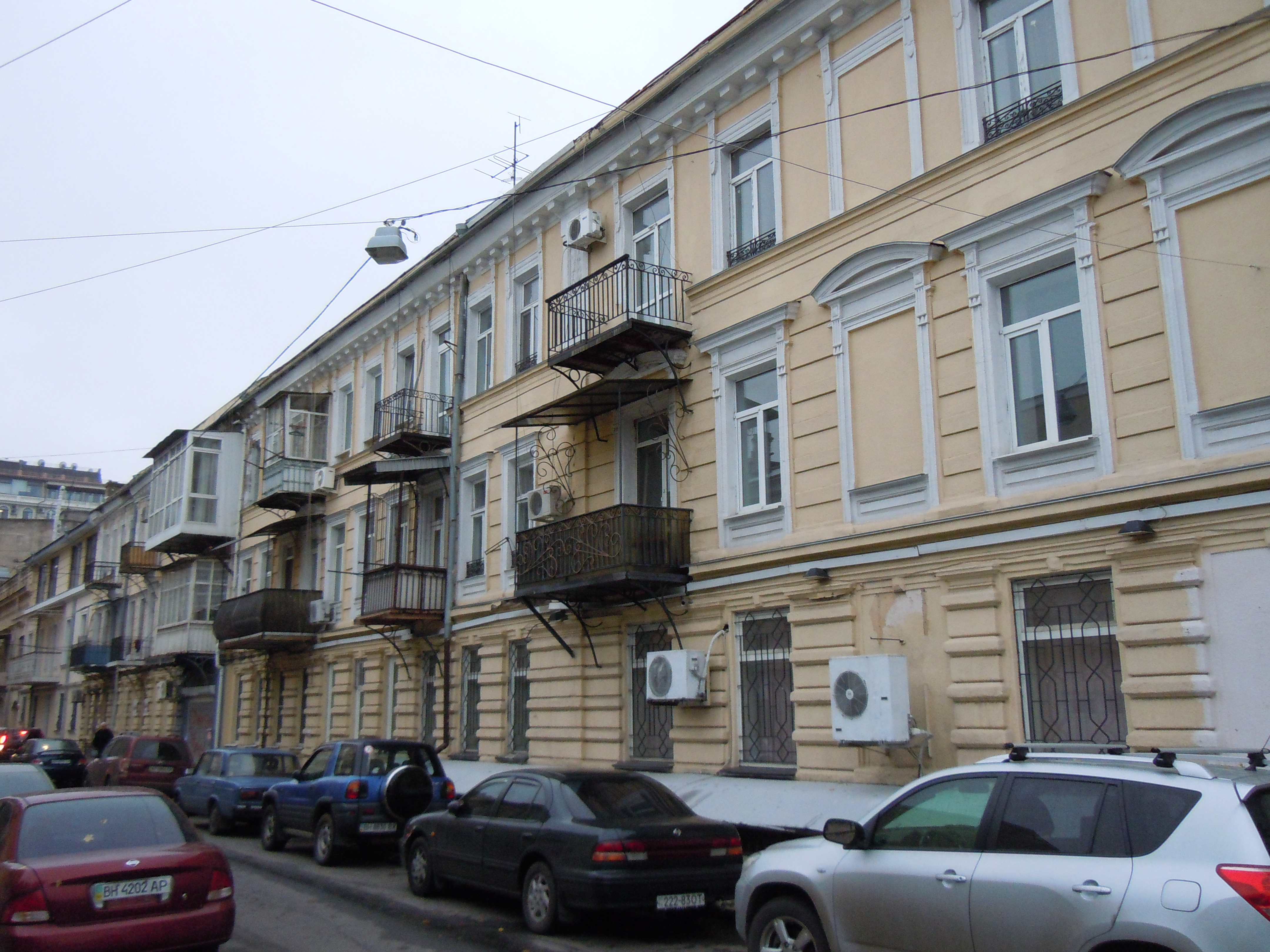
Будинок де Сан-Лоренцо, перебудова 1890
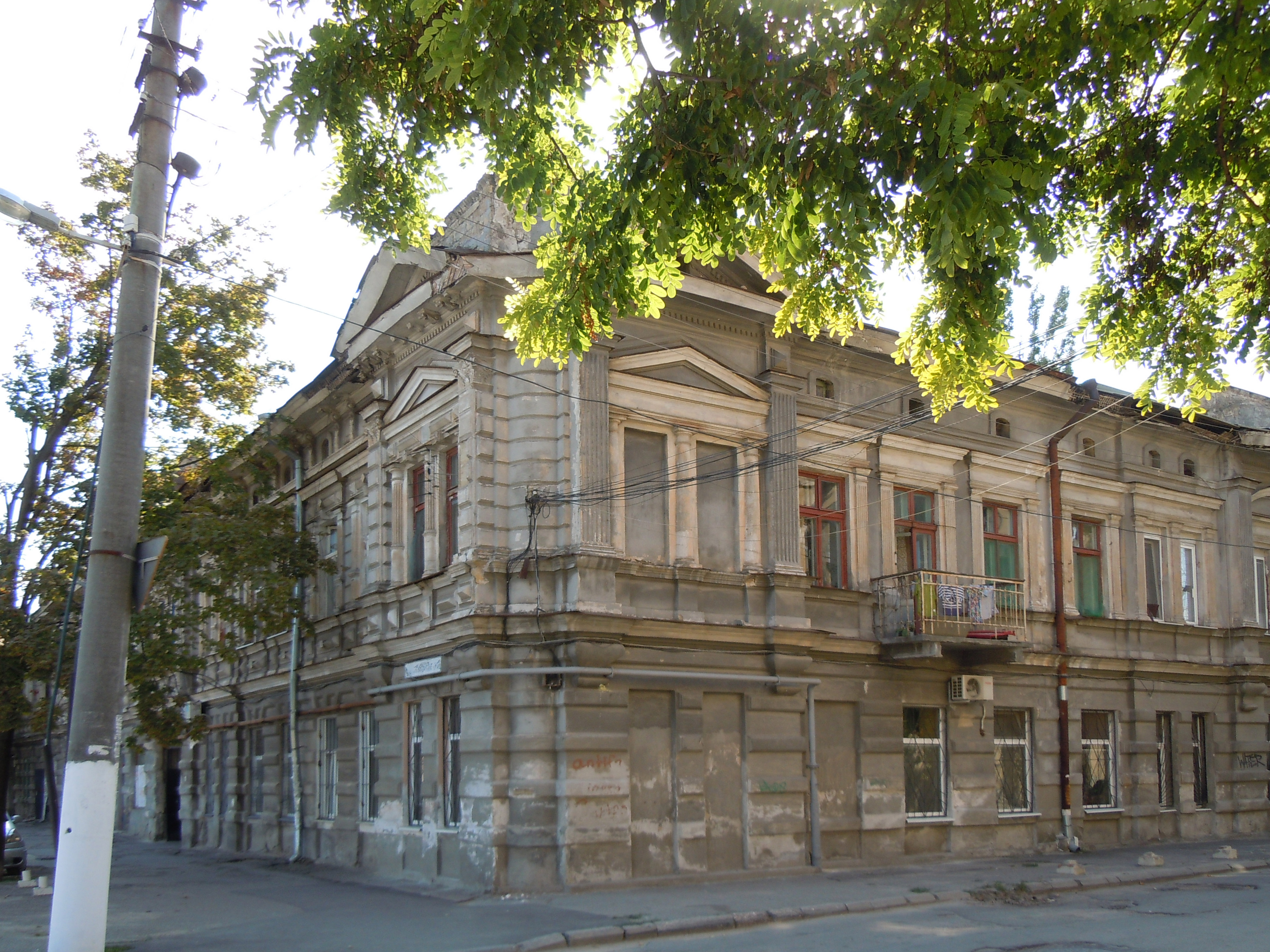
будинок (Заблудовського), 1890
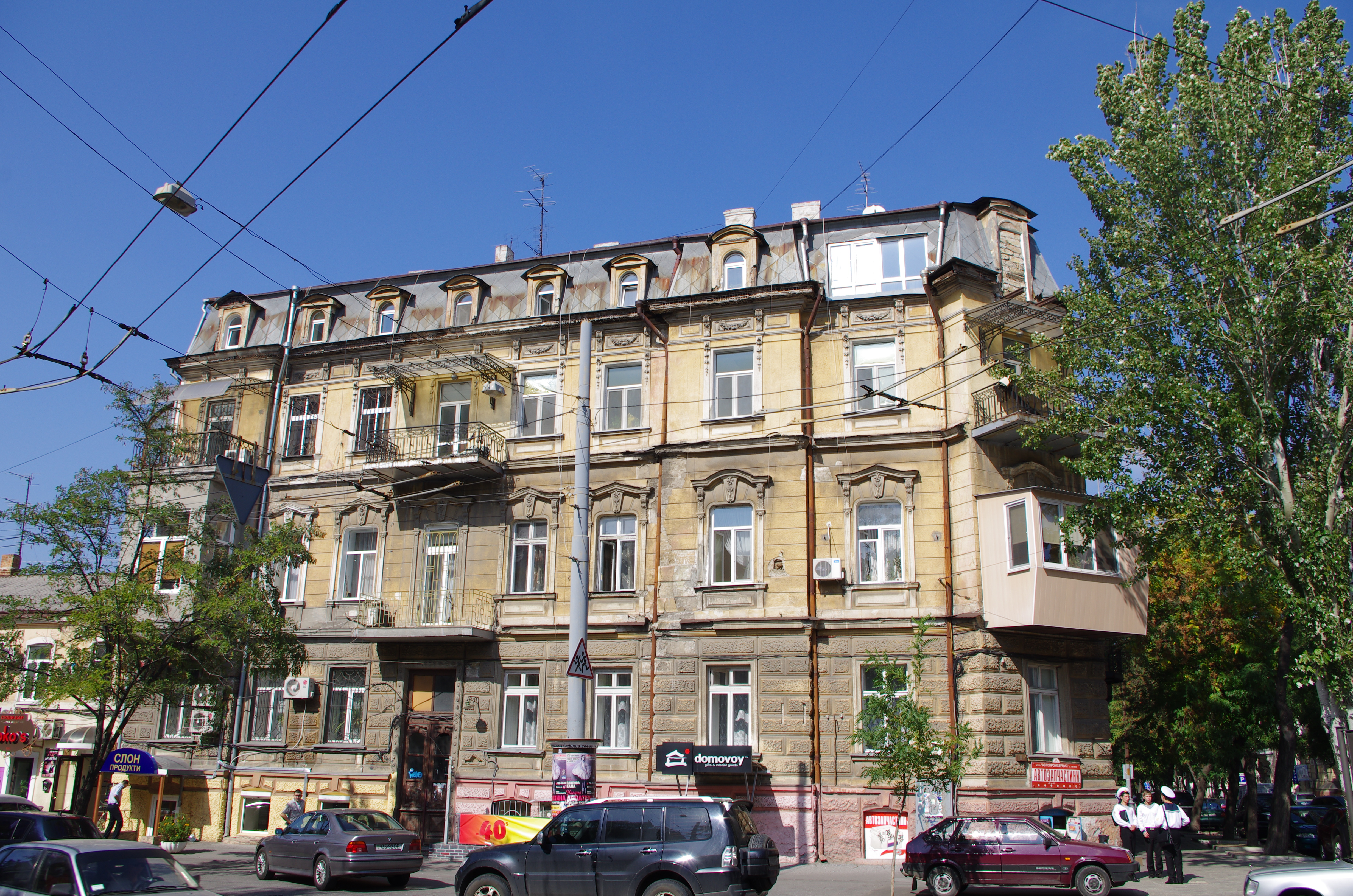
Будинок Урусова, 1890
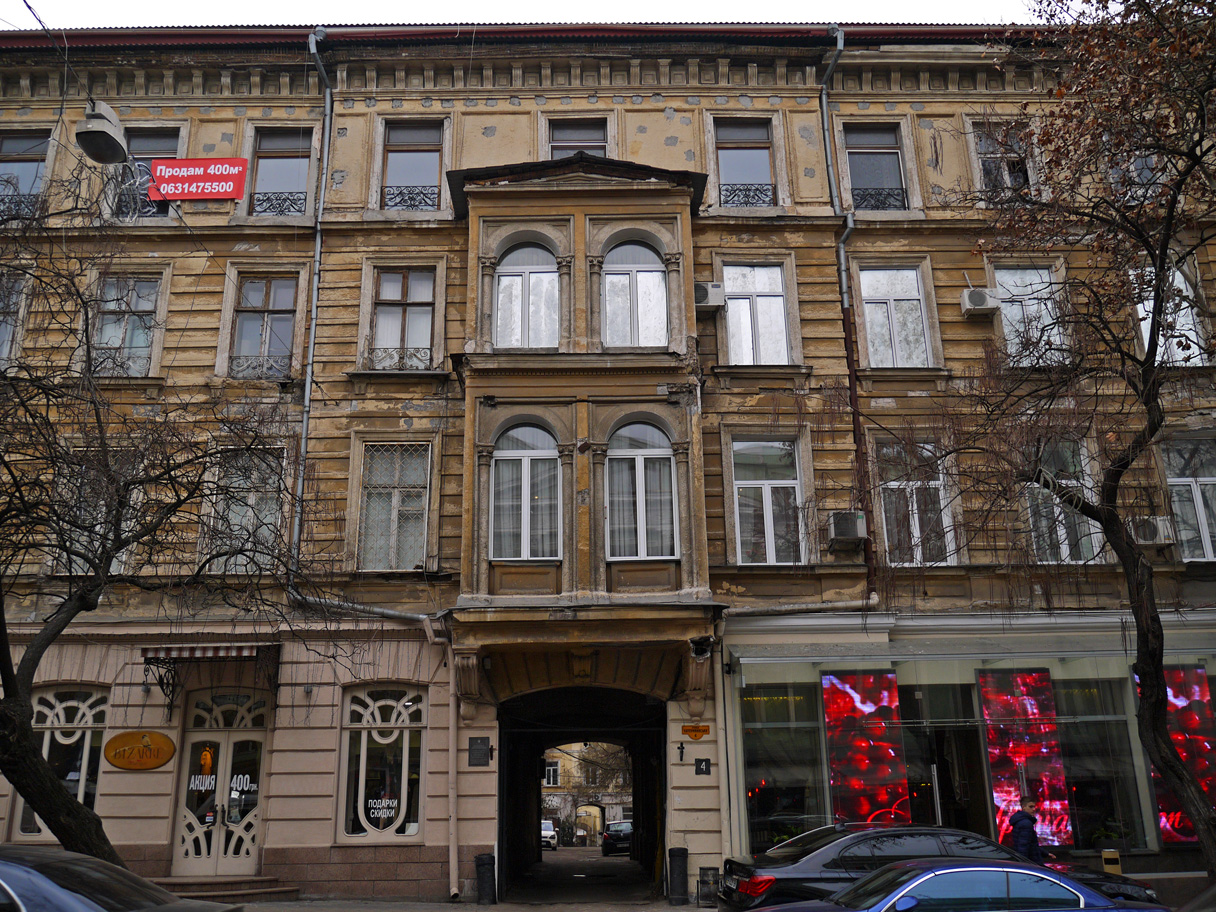
Будинок (Бенетато?), 1890
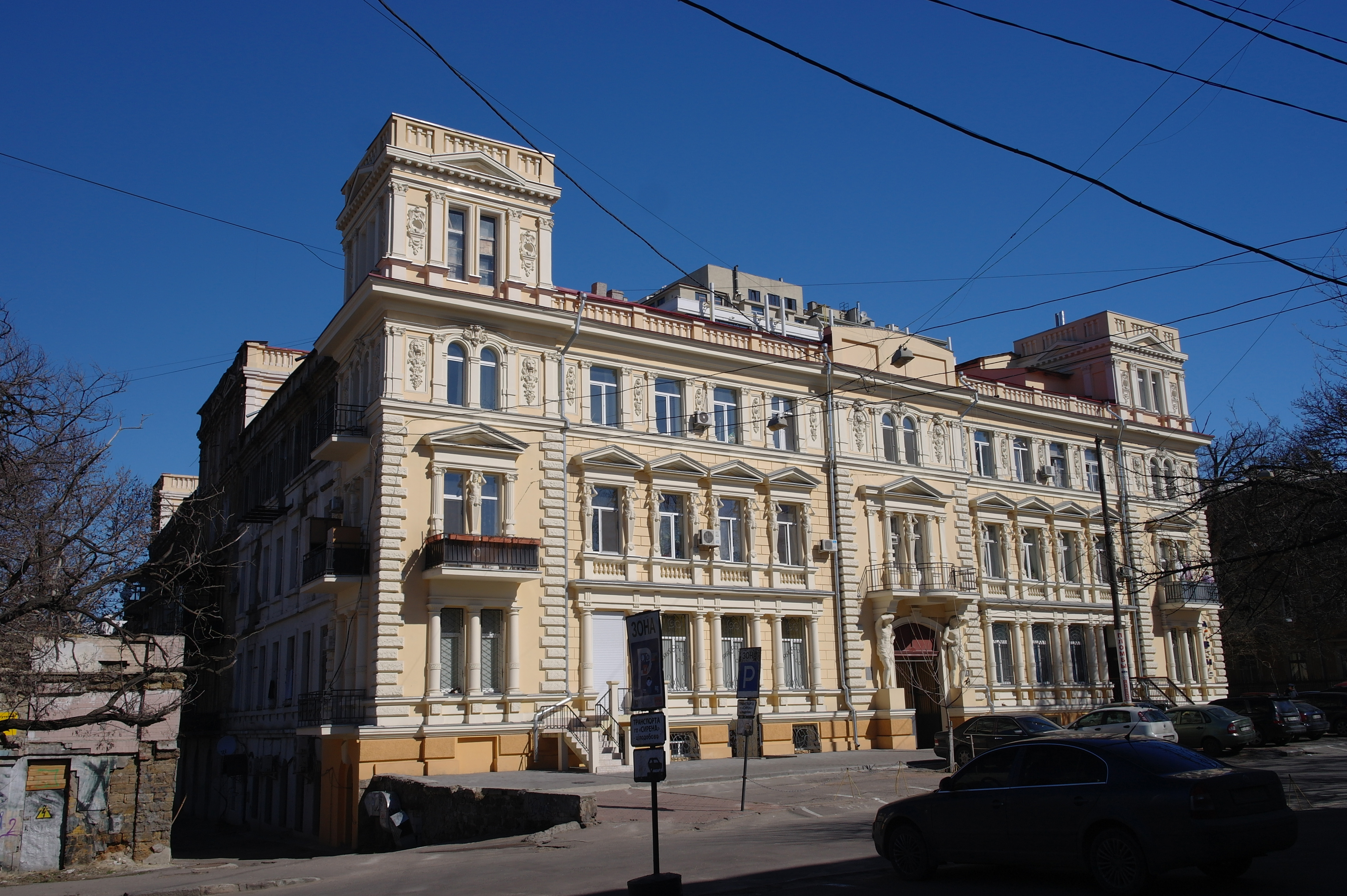
Будинок Новікова, реконструкція 1891